# Nirvana Studios
Nirvana Studios, também designado por Centro Cultural Alternativo, é um centro cultural em Portugal, instalado em um antigo paiol militar de 1940 situado na vila de Oeiras, constitui-se como polo cultural em Barcarena (município de Oeiras). Centro fundado por Daniela Sousa, Michel Alex e Rui Gago, da companhia Custom Circus (gestora do espaço), opera 365 dias por ano à 24 horas por dia. Centro de projectos artísticos de artistas independentes e subculturas.
Um centro cultural alternativo, alberga dezenas de colectivos residentes em três hectares de área e infra-estruturas, dedicadas cultura e à realização de diversos eventos, com uma série de estúdios multiusos, ateliers, salas de ensaio e gravações, ao ar livre ou indoor. A escolha do nome Nirvana (sem relação com a banda norte-americana de mesmo nome) remete ao seu significado budista: um estado de felicidade e paz perfeitas.
Este centro cultural tem as suas origens no Custom Circus, troupe de estética pós-apocalíptica e, organização que começou a realizar espectáculos em Portugal nos anos 90 e, depois, passou a trabalhar como uma companhia de teatro itinerante. Após vários anos de investimento, serviram-se da venda de cerca de duas dezenas dos seus veículos para obter capital e assim fundar o centro, que começou a ser construído em 2003. Inicialmente escolhido como parque de estacionamento para os veículos e material que utilizavam nos seus espectáculos, o local encontrava-se deteriorado, sem saneamento, água ou electricidade. Ainda assim, foi o local escolhido para ser recuperado e transformar-se na base da companhia. As instalações do antigo quartel foram restauradas e reconvertidas para albergar uma comunidade artística. O espaço foi restaurado numa ecoarquitectura upcycling com estética pós-apocalíptica. Para além das obras de restauro, foi erguido um muro da fama para os artistas mais embaixadores do projecto e que tenham passado pelas instalações. Foi também criado uma plataforma de residências temporárias para artistas e um teatro conceptual em 360 graus num estilo dedicado às estéticas alternativas, como o cabaret rock, steampunk, industrial e fantasia. Este foi um trabalho realizado ao longo dos anos à medida que a companhia ia adquirindo verbas; por exemplo, um dos principais edifícios e palcos do centro cultural, o Teatro Custom Café, esteve em construção ao longo de oito anos, sendo concluído apenas em 2012.
Para além do entretenimento, o centro cultural também dispõe de infra-estruturas para a organização eventos corporativos e outras instituições, servindo ainda de base a diversos sectores criativos, como tatuagem, construção de pranchas e skates, restauro de veículos e motos. Em 2022 o centro albergava mais de 200 bandas de música, às quais se somam ainda outros artistas nas áreas de teatro, dança, performance, cinema e televisão, como Aurea, Buraka Som Sistema ou D’Zrt (banda residente), e também desportos radicais, movimentos ambientais, entre outros.

## História

### Origem militar e nome

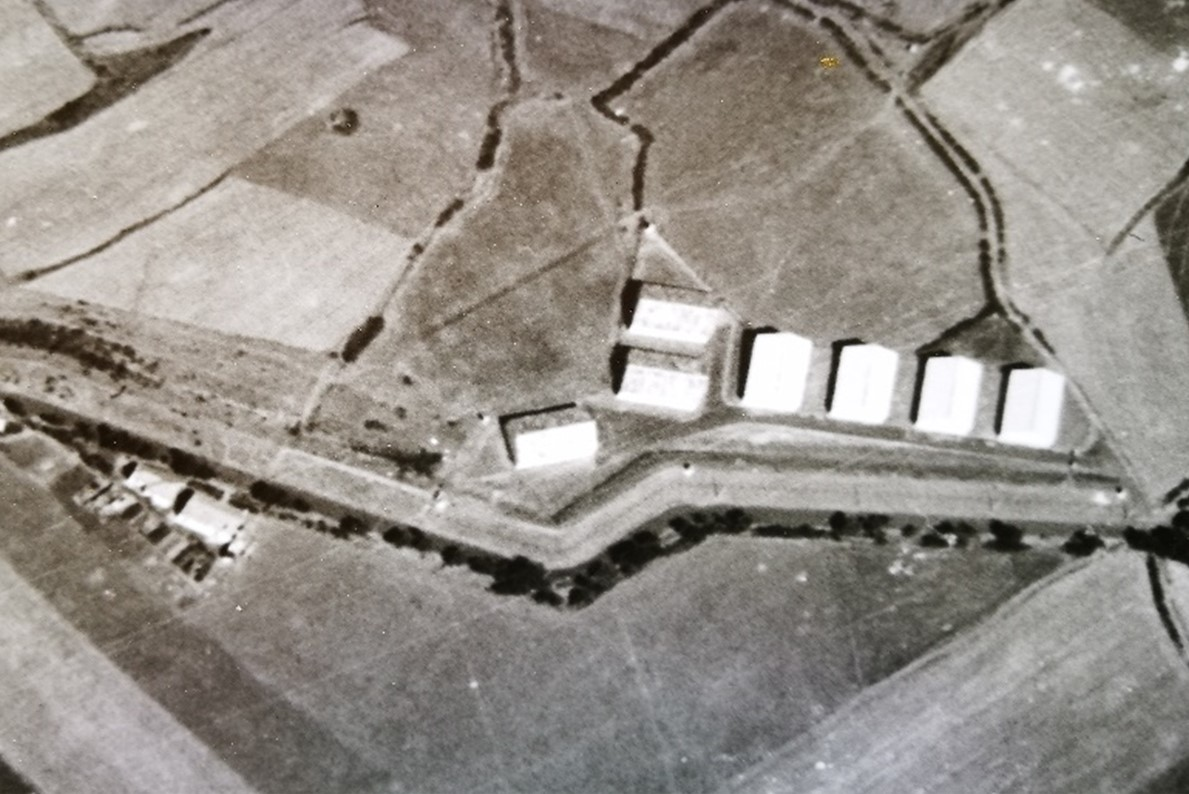
Fotografia aérea do quartel em 1958

Para proteger a capital portuguesa de invasões, quer a partir de terra quer a partir do mar, foram construídas uma série de fortificações e instalações militares entre o final do século XIX e o início do século XX, que ficariam conhecidas no seu conjunto como "Campo Entrincheirado de Lisboa". Várias destas fortificações e instalações foram ligadas por estrada, inaugurada em 1902, e que inicialmente estava reservada apenas para tráfego de natureza militar; esta via ficaria conhecida como Estrada Militar de Circunvalação. Nesta estrada, perto de Barcarena, foi construído um quartel militar durante o Estado Novo, datado do período da Segunda Guerra Mundial; a função do quartel era a de servir como um paiol da Estrada Militar e da Fábrica de armamento Braço de Prata, em Lisboa.

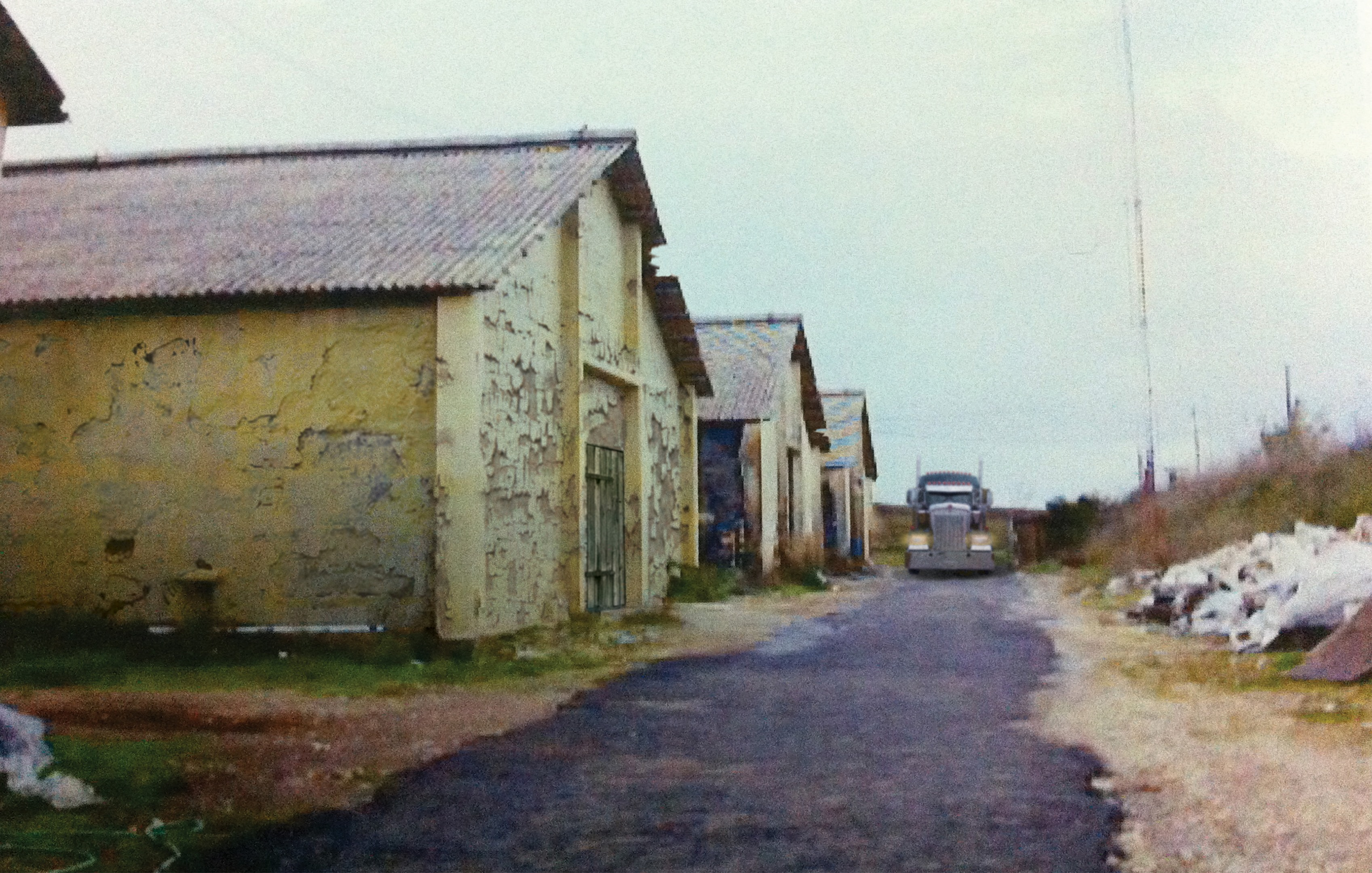
Chegada dos Custom Circus ao antigo quartel, em Dezembro de 2003

Até 1984, o quartel serviu também como base logística do Exército para comboios militares que cruzavam a Estrada Militar com carregamento de bombas e munições. Após ter sido vendido pelo Estado Português a um consórcio de construção civil, o quartel entrou num processo de degradação que se estendeu ao longo de 19 anos. Em 2003, o quartel em ruínas foi novamente comprado, desta vez pela companhia de teatro transdisciplinar e artes visuais Custom Circus, com autofinanciamento. Inicialmente escolhido como local de estacionamento para os seus veículos e outros materiais que utilizavam nos seus espectáculos, o complexo encontrava-se deteriorado, sem saneamento, água ou electricidade. Ainda assim, foi o local escolhido para ser recuperado e assim transformar-se na base da companhia. Após vários anos de investimento, serviram-se da venda de cerca de duas dezenas dos seus veículos para obter capital para comprar este imóvel em Barcarena, com 3 hectares; desta forma, Rui Gago, Michel Gigolo e Daniela Sousa, dos Custom Circus, fundaram o Nirvana Studios. Para além do nome, o projecto ficou também designado por Centro Cultural Alternativo, constituindo-se como um polo cultural em Barcarena.

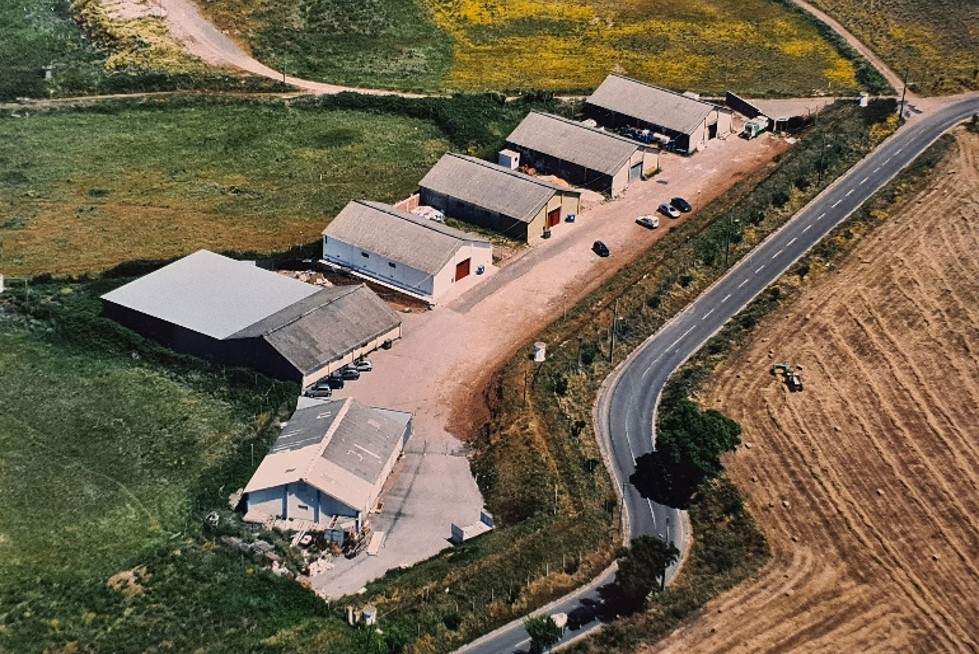
Vista aérea do antigo quartel, em 2005, já nas mãos dos Nirvana Studios; a via principal que percorre o espaço já havia sido limpa de detritos

O nome, Nirvana, resultou de um consenso entre os integrantes do grupo na ideia de criarem "um porto de abrigo, simultaneamente, físico e psicológico, objectivo e subjectivo", numa palavra que é um sinónimo de paz, equilíbrio e sabedoria, não havendo qualquer ligação entre o nome do centro cultural e a banda norte-americana de mesmo nome. O espaço, flanqueado pela histórica Estrada Militar, já possuía nos arquivos municipais o número de porta 66, que levou os Custom Circus a fazer a ligação com a famosa Route 66 norte-americana.

### Reabilitação

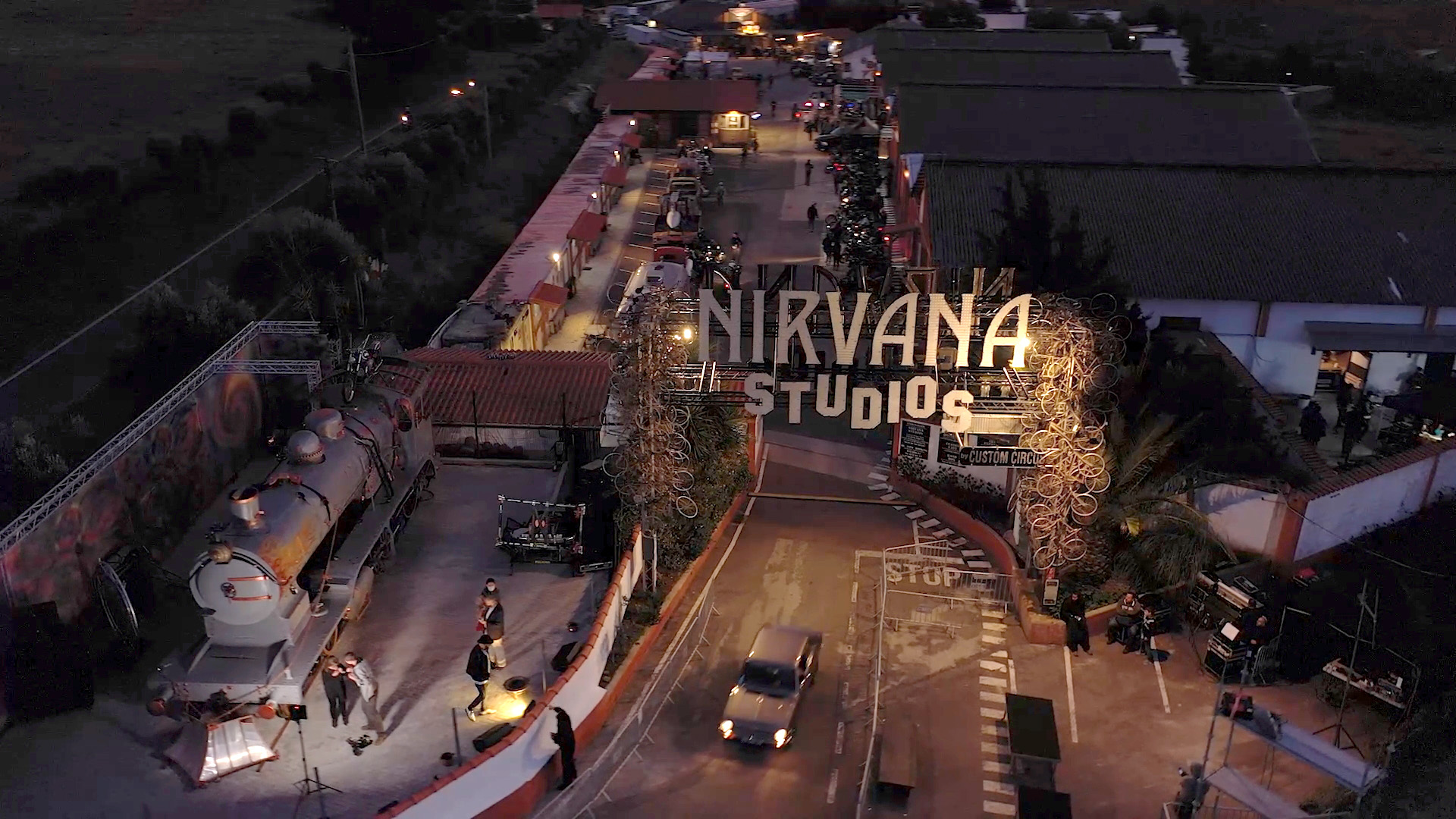
Fotografia aérea dos Nirvana Studios em 2023

A partir das ruínas do quartel dos anos 40, os Custom Circus levaram a cabo a sua reconstrução ao mesmo tempo que mantinham e restauravam vários aspectos do passado bélico do imóvel. Ao longo do complexo foi construída uma avenida, o Nirvana Boulevard, três vezes mais larga que a via original do antigo quartel, tornando-se numa espécie de espinha dorsal por onde se pode percorrer o centro do complexo. No início, com a limpeza e reabilitação desta artéria, foram retiradas toneladas de detritos acumulados desde 1984, bem como uma série de estruturas metálicas em risco de desabamento, incluindo uma antena de telecomunicações. É nesta avenida que se encontra a maioria dos estúdios. A primeira estrutura de actuação utilizada pelos Custom Circus foi um velho chapitô, recondicionada para albergar parte do público; contudo, devido a uma tempestade logo nos primeiros tempos, esta ideia foi abandonada. Em suma, todas as coberturas do quartel estavam em más condições.
Decorreu então um esforço para a reabilitação e restauração dos paióis e dos hangares, afim de destiná-los às artes. Apesar de o quartel ter sido encerrado cerca de uma década após a queda do Estado Novo, o restauro dos edifícios seguiu os enquadramentos estéticos das décadas de 1940-50. A isto, ao longo dos anos, foram-se adicionando ao espaço características que seguem uma linha de influências que, de acordo com os fundadores, "vai desde o imaginário de Júlio Verne até ao pós-apocalíptico de filmes como Mad Max". Com o passar do tempo, o complexo tornou-se num centro cultural com galerias de arte, teatro, café, várias salas de ensaio e ateliers, uma zona comunitária para estudantes estrangeiros, um alojamento para artistas, entre outros.

## Custom Circus
Os Custom Circus são uma companhia de teatro transdisciplinar e artes visuais portuguesa, criada oficialmente em 2002. Constituída como uma associação cultural sem fins lucrativos, trabalha nas áreas de teatro, produções audiovisuais, eventos culturais, investigação e formação artística, áreas nas quais cria, realiza e produz acções de carácter cultural nos domínios das artes, cinema, teatro, televisão e publicidade.
Inicialmente os integrantes viajavam numa caravana/teatro itinerante, composta por veículos clássicos ou alterados para um estilo pós-apocalíptico, que foi crescendo progressivamente. Mantendo uma génese nómada nos primeiros anos, instalaram-se mais tarde em Oeiras, Portugal, e fundaram o centro cultural alternativo Nirvana Studios. As actividades desta companhia iniciaram-se em 1992 e, à excepção do ano de 1995, realizou todos os anos diversas actividades até à sua fundação oficial em 2002 com o nome Custom Circus. Segundo João Mendes Rosa, Chefe da Divisão de Cultura e Artes de Oeiras em 2021, esta companhia era uma das que divulgava mais profundamente o nome de Oeiras a nível nacional e internacional, através da promoção da cultura.
Com a sua sede localizada nos Nirvana Studios, apenas entre 2004 e 2019, os Custom Circus realizaram cerca de 600 espectáculos, tendo ainda acolhido e apoiado, anualmente, dezenas de eventos transdisciplinares, desde a arte até ao desporto, e conta já com 15 produções de teatro interactivo, 10 álbuns discográficos, dezenas de exposições e instalações de arte visual, 9 publicações literárias e outros projectos. Os Custom Circus são os responsáveis por toda a programação artística e cultural dos Nirvana Studios.

## Instalações, projectos e reconhecimento

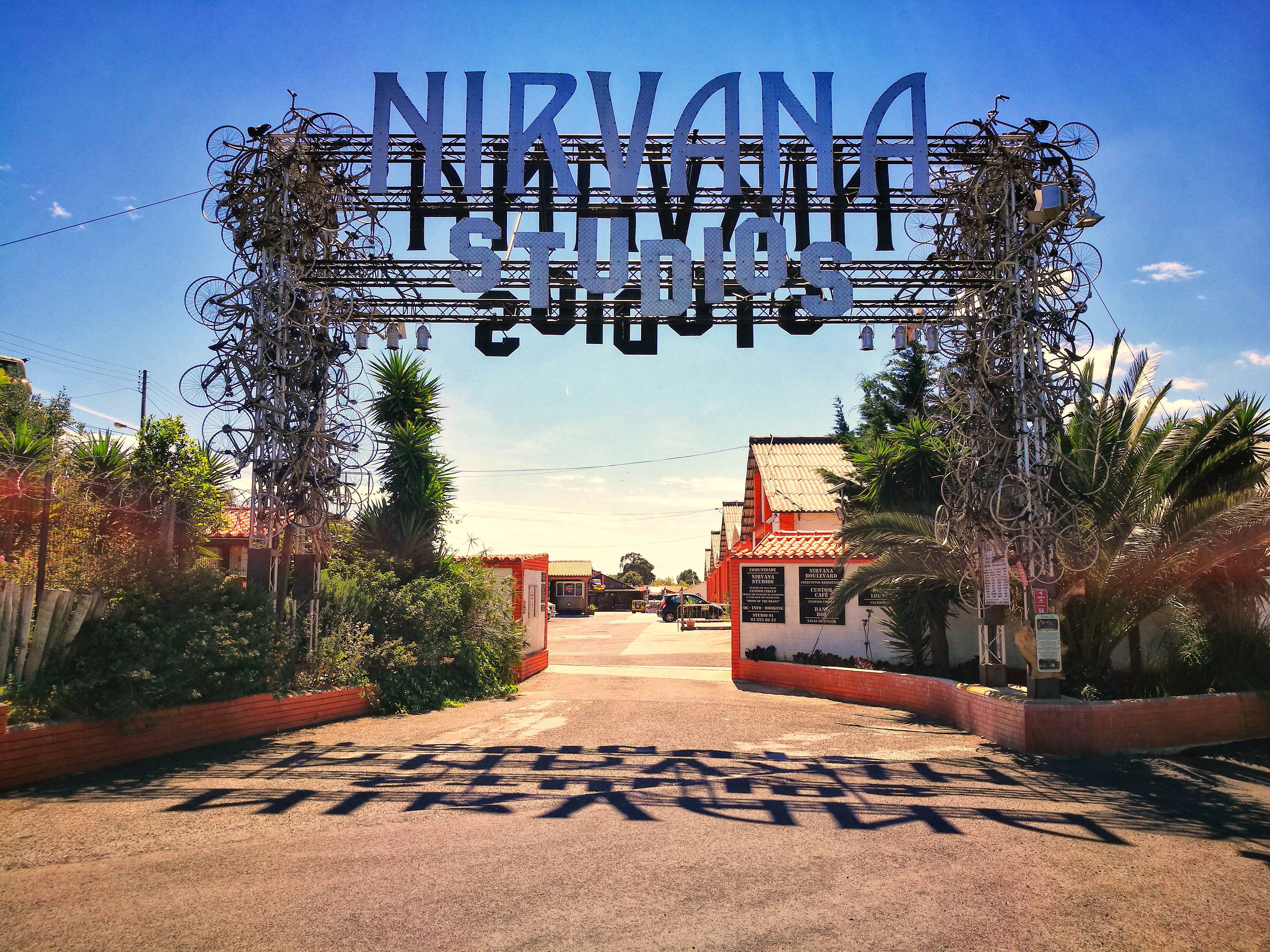
Pórtico Raus Human, com o nome do centro cultural e a decoração das bicicletas doadas

### Pórtico Raus Human eNirvana Boulevard
A entrada para os Nirvana Studios é marcada por um tributo aos residentes da comunidade e ao seu público. Para o efeito, foi construída uma estrutura em forma de pórtico, composta artisticamente por um conjunto de bicicletas com estruturas de palco, que ficou conhecida como o Pórtico Raus Human. Construído dentro da Galeria STRANGE em partes separadas, foi sendo transportado pela avenida principal e montado na entrada do complexo, com recurso a uma grua. Todas as bicicletas foram angariadas, totalizando mais de duzentas, e apenas as que se encontravam em avançado estado de deterioração é que foram usadas no pórtico, sendo as restantes doadas a diversas instituições e clubes.
A principal artéria dos Nirvana Studios é a Nirvana Boulevard, uma avenida que percorre o complexo de uma ponta à outra, tornando-se numa espécie de espinha dorsal por onde se pode percorrer o centro do complexo. Essa pequena estrada do tempo do quartel militar, com a chegada dos Custom Circus ao complexo este acesso foi alargado de modo a que o grupo pudesse estacionar o seu comboio de veículos, alguns dos quais com dimensões consideráveis. Nos primeiros tempos foi necessário retirar centenas de toneladas de detritos acumulados desde 1984 e o desmantelamento de uma série de estruturas metálicas em risco de desabamento.

### Teatro Custom Café
O Teatro Custom Café é uma sala de espectáculos no antigo edifício do paiol principal. A sua construção iniciou-se em 2004, tendo havido necessidade de uma extensa restauração da estrutura do edifício; isto, aliado às dificuldades económicas da gerência e à agenda de espectáculos, fez com que a sua reconstrução se tenha prolongado por 8 anos.

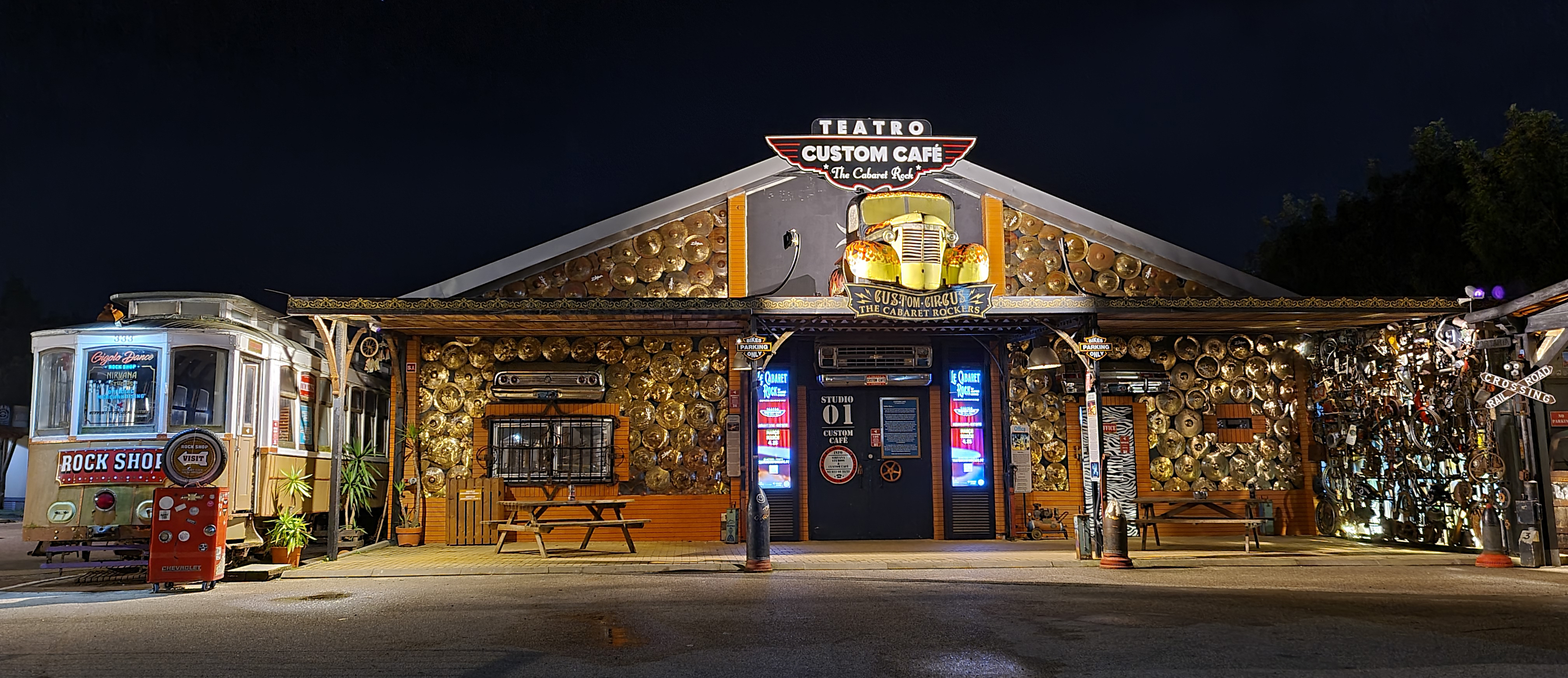
Fachada do Teatro Custom Café, Dezembro de 2022

Na primeira fase da reconstrução do edifício, durante algumas escavações necessárias, foram encontradas diversas bombas datadas da Segunda Guerra Mundial; algumas delas, após serem analisadas e desactivadas pelo Exército Português, encontram-se expostas dentro da sala de espectáculos. Desde o início, esta sala esteve por várias vezes para não avançar, tanto por falta de apoios financeiros como pela incerteza da viabilidade de uma sala de espectáculos com estas características fora da capital portuguesa. Ainda assim, a sala foi inaugurada em Março de 2012, com uma produção teatral que recebeu mais de 40 mil espectadores nos dois anos seguintes. Ao longo dos anos foram encontradas várias caixas das décadas de 1940-50 contendo material militar, como torpedos, granadas, fardamento ou documentação. Devido à linha arqueológica-industrial do complexo, foi colocado um eléctrico (antigo n.º 333 da Carris de Lisboa, ao serviço entre 1903 e 1996) para servir de bilheteira e loja.

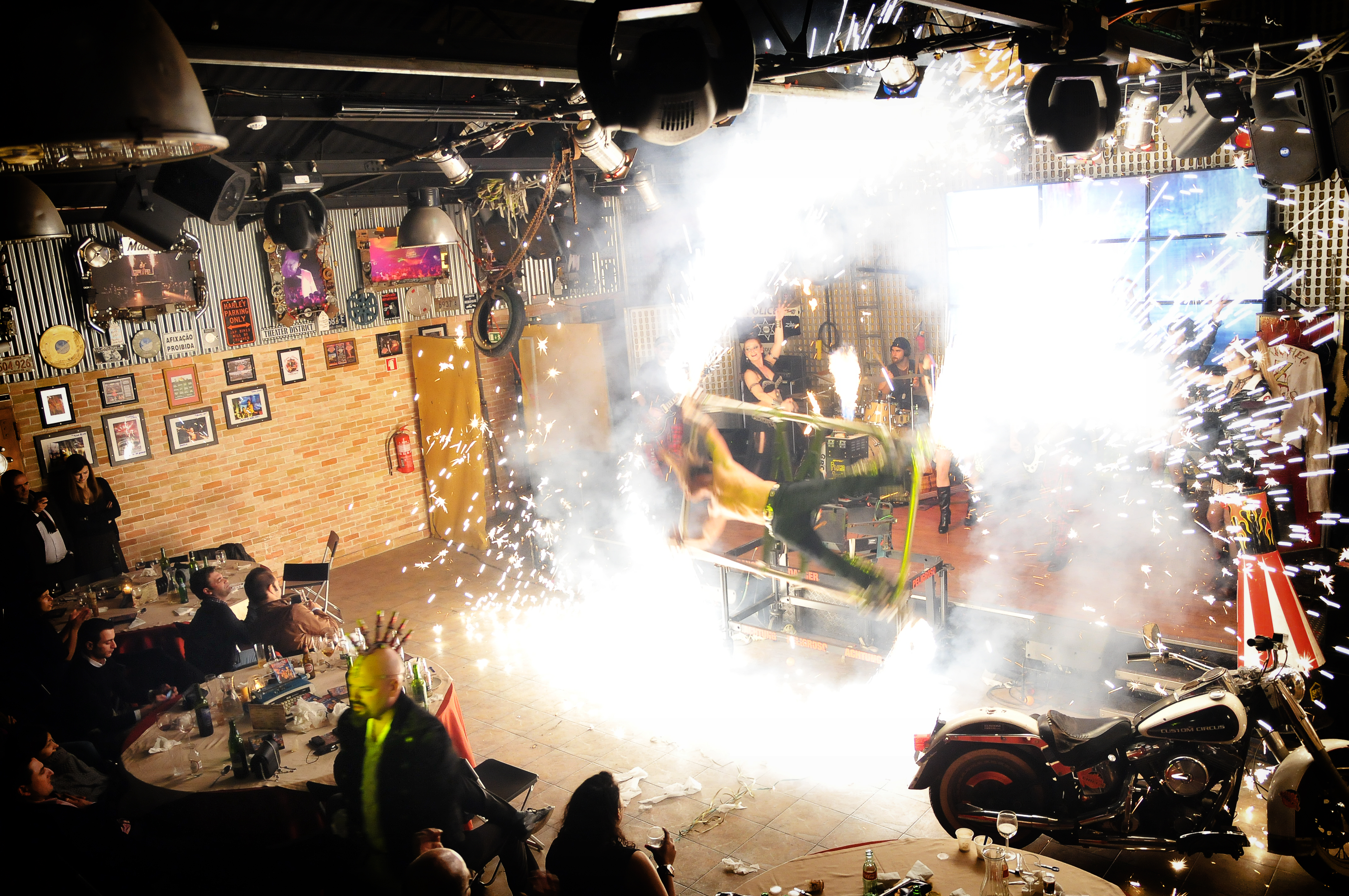
Interior do Teatro Custom Café durante um espectáculo

O espaço, polivalente, constitui-se como uma sala de espectáculos transdisciplinares. Sem plateia fixa, nem ângulo de inclinação visual, a configuração do teatro permite que os Custom Circus entrem em cena com diversos veículos e maquinarias. Isto faz com que no mesmo espaço seja possível realizar eventos e projectos como paserelles, castings, galerias de arte, filmagens, congressos, lançamentos, entre outros. Dentro do edifício foi instalado um veículo-bar, uma carrinha de gelados Ford de 1970, importada dos Estados Unidos devido a uma tournée da Levi Strauss. Na sala, que tem 4 pilares, estes foram quatro candeeiros lisboetas reaproveitados que haviam estado instalados na zona onde veio a decorrer a Expo98; já as paredes da sala, encontram-se decoradas com recordações da comunidade artística do centro. A fachada do edifício é decorada com centenas de címbalos danificados pelos bateristas dos Custom Circus tendo, porém, sido um trabalho realizado com o apoio da marca Zildjian e da empresa Roadcrew. No alpendre, encontra-se uma carrinha Chevrolet de 1939.

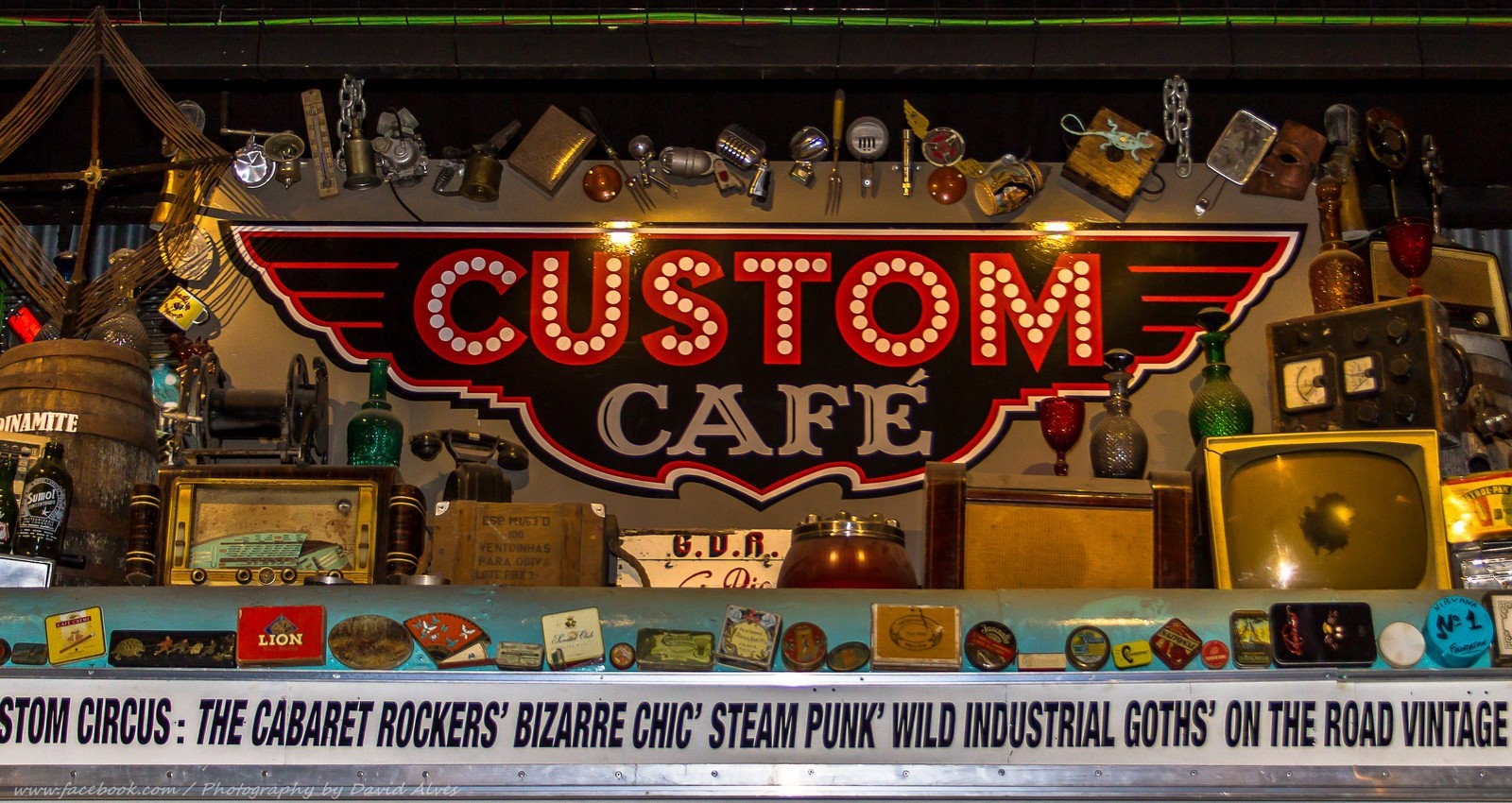
Pormenor de uma das paredes do Teatro Custom Café

Desde a sua inauguração, o teatro já recebeu mais de mil espectáculos dos Custom Circus e centenas de outros eventos, e encontra-se licenciado pela Câmara Municipal de Oeiras como teatro transdisciplinar. Das principais produções teatrais encenadas pelos Custom Circus neste espaço, destacam-se "Le Cabaret Rock" (2012-2013), "Bizarre Chic" (2014), "A Viagem" (2015-2017), "Absurdium" (2017-2019), "Going Crazy" (2021-2022) e "Le Cabaret Rock - Reloaded" (desde 2022). Contudo, diversos outros artistas e programas fizeram uso do espaço, como os programas "Conta-me" ou o "Goucha" da TVI, espectáculos de artistas como Anselmo Ralph, Ana Malhoa ou Blasted Mechanism, uma filmagem de longa-metragem intitulada "Quatro Mulheres ao pé da Água", realizada por Carla Clemente, e ainda é usado como sala artística imersiva com exposições ligadas a diversos artistas, como por exemplo Van Gogh ou Fernando Pessoa.

### Diner

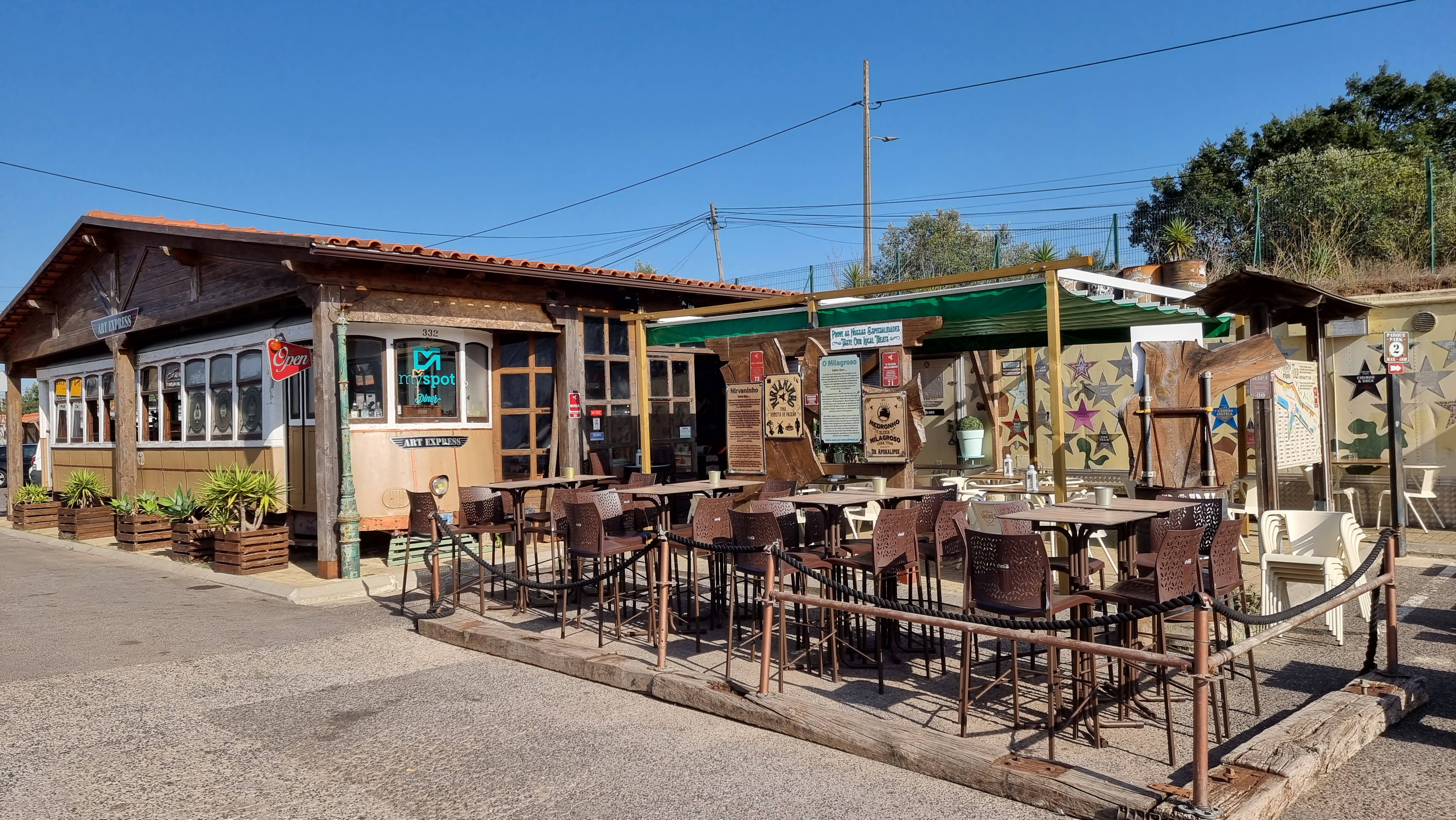
Exterior do Diner; envolvido no edifício, encontra-se um dos eléctricos recuperados

O Diner surgiu da ideia dos Custom Circus em criar um palco boémio dentro de um espaço vintage com restauração, música ao vivo e outras formas de apresentação de arte e cultura. Inicialmente a intenção do grupo era a de utilizar um veículo como peça central, e foi ponderada a ideia de se usar uma roulotte Airstream; contudo, no seu lugar, optaram por integrar no espaço um antigo eléctrico que se encontrava em avançado estado de degradação. Em 2013, graças a um acordo com a Câmara Municipal de Oeiras, esse eléctrico da revolução industrial passou a fazer parte do Diner.
O processo que envolveu o eléctrico foi financiado na totalidade pelos Custom Circus, desde o transporte do veículo até ao restauro e construção da plataforma onde assenta o eléctrico, um J. C. Brills de 1903, construído nos Estados Unidos, com 17 toneladas, tendo sido operado em Portugal com o n.º 332 ao longo de 90 anos, entre 1906 e 1996. Em 1901 inaugurou-se a primeira linha de eléctricos; os Tramways puxados a cavalo desde 1872 começam a ser substituídos, um processo que ainda ocorria em 1905, quando o eléctrico exposto no Diner era transportado pelo oceano Atlântico num cargueiro; neste transporte marítimo, um outro eléctrico, o futuro n.º 333, também era transportado, e também ficou implantado nos Nirvana Studios com uma segunda vida, a servir de bilheteira e showroom de artigos para venda dentro do Teatro Custom Café.

### Band Boxes

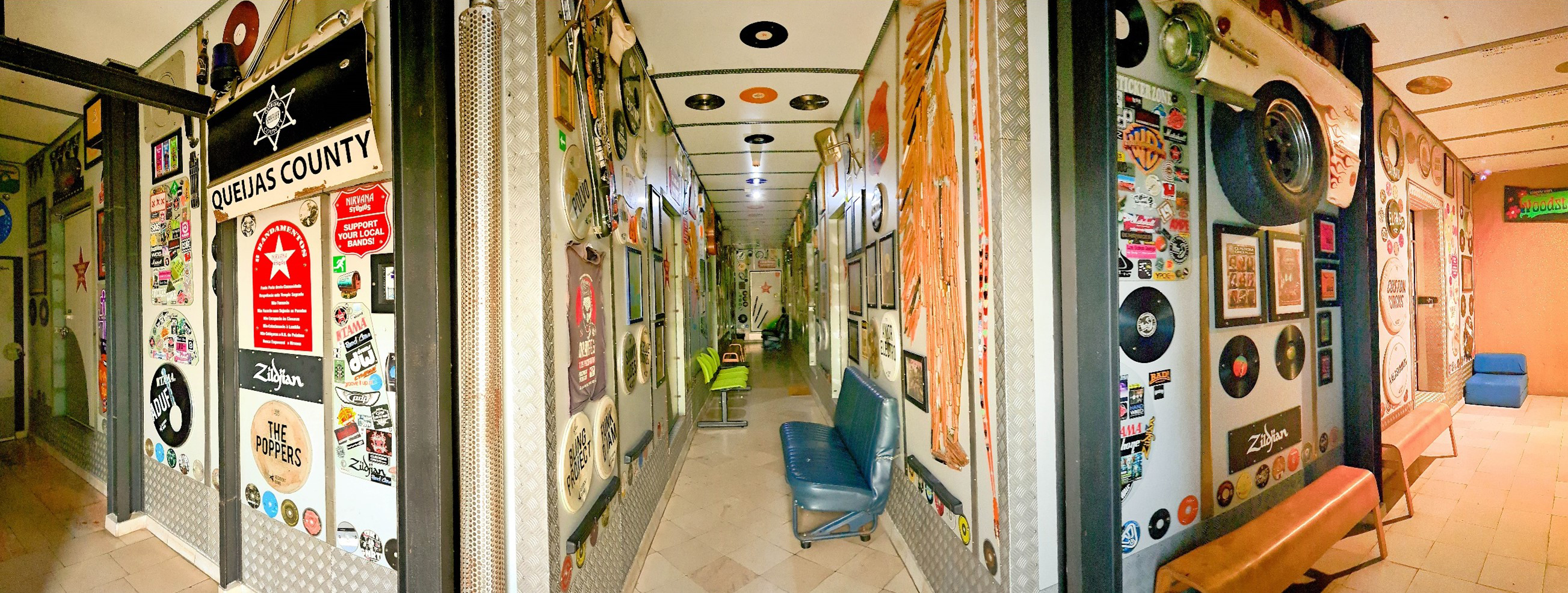
Alguns corredores das Band Boxes

Os Nirvana Studios contam com 99 salas de ensaio e cerca de 400 projectos residentes, formando a mais activa comunidade de músicos em Portugal desde 2008. O termo "Band Box" foi registado como uma marca em 2004, ano em que se iniciou um processo de arquitectura upcycling que levou 3 anos de tentativas, testes e diferentes abordagens. Em 2007, a banda Easyway foi a primeira banda a receber uma Band Box, a n.º 1 no Nirvana Boulevard. Com o passar do tempo, a ideia disseminou-se e banda atrás de banda as Band Boxes foram cada vez mais solicitadas para a realização de trabalhos artísticos musicais. A nível de histórico de bandas, já passaram mais de mil projectos pelas salas de ensaios. Todos os anos, é atribuída uma Band Box à banda vencedora do concurso Oeiras Band Sessions, que decorre dentro dos Nirvana Studios.

### Galeria STRANGE

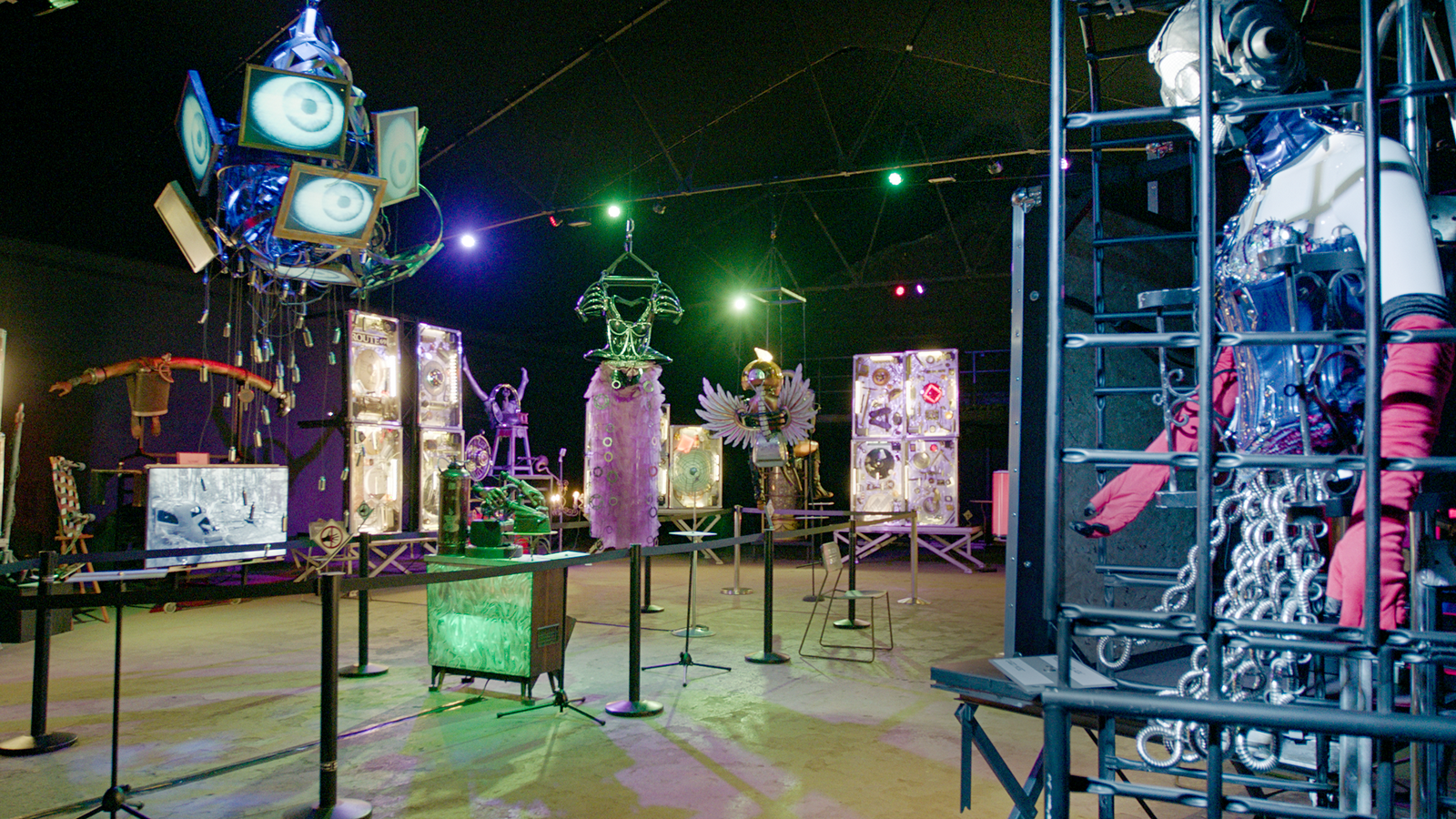
Interior de uma parte da Galeria STRANGE, com a exposição Limbus Infinitus dos Custom Circus

A Galeria STRANGE (acrónimo de Sinergias Transdisciplinares Reactivas, Artes Nuas e Galeria Experimental) constitui-se como uma galeria pluridisciplinar e experimental onde artistas podem actuar, expor e experimentar nesse open-space multiusos. Situanda no antigo paiol de artilharia pesada, esta estrutura foi o primeiro espaço de espectáculos indoor dos Custom Circus dentro dos Nirvana Studios, entre 2004 e 2008. Vários destes espectáculos ocorriam simultaneamente no Boulevard e dentro do paiol, com o público também a mover-se entre os espaços. Entre as actuações, eram apresentadas cenografias e exposições, obras plásticas, colecções e eventos conceptuais de outros artistas e produtores.
Em 2009 este paiol foi convertido no projecto "Big Box", de modo a poder albergar artistas com estruturas volumosas e/ou complexas. Deste fenómeno "estranho" de ocupação constante do espaço, foi cunhado o seu nome, "Strange" (inglês para Estranho), em 2012. Com o passar do tempo, a sua utilização como set de longas metragens levou à necessidade de expansão, o que levou à anexação de um estúdio contíguo.

### Custom Ville

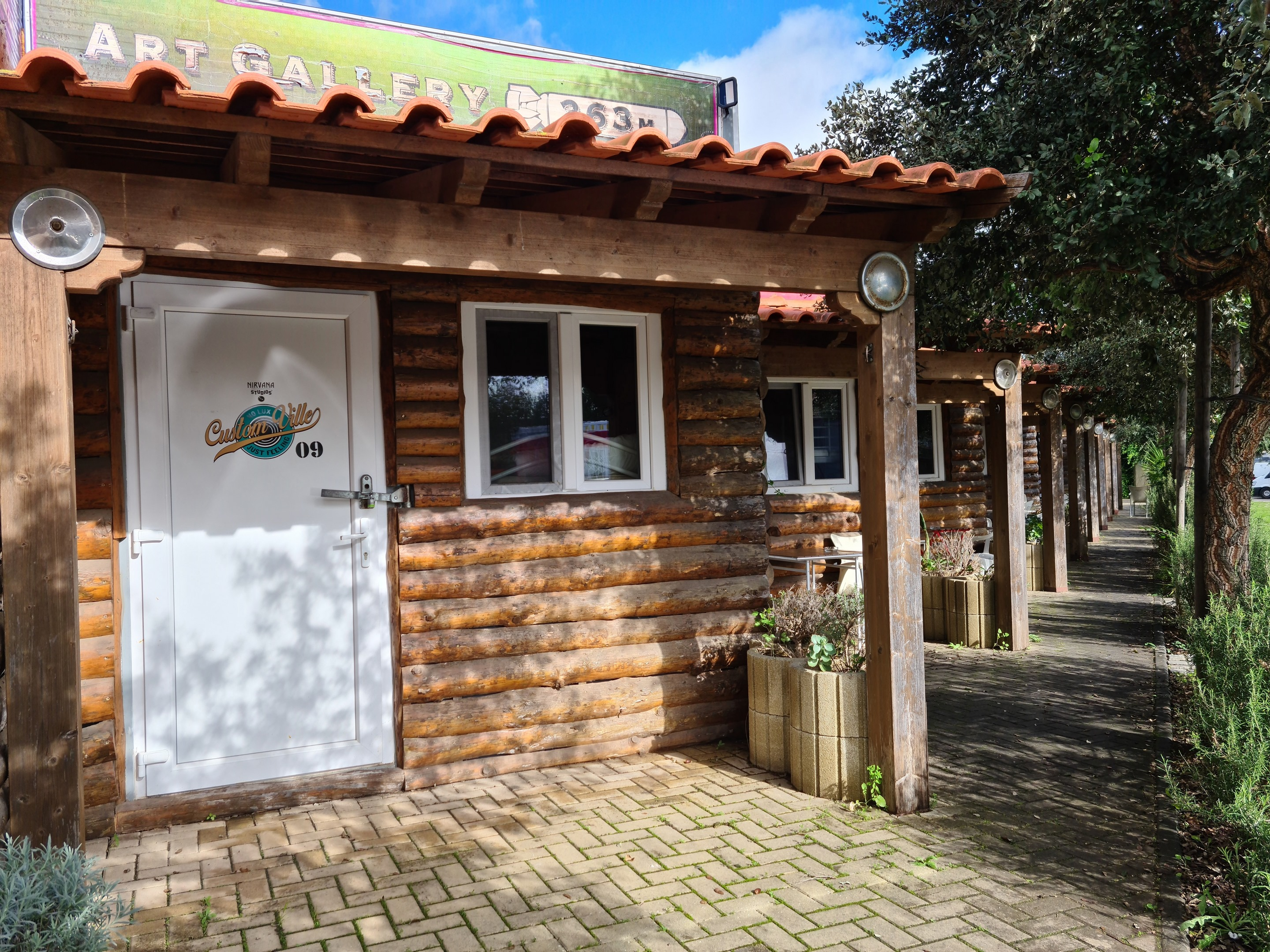
Bungalows do Custom Ville

Implantado em 2016, o Custom Ville é um projecto de residências artísticas, composto por uma série de bungalows na zona habitacional dos Nirvana Studios. Devido ao grande número de produções artísticas dentro do complexo, houve a necessidade de criar uma área residencial. A base arquitectónica foi criada a partir de contentores militares; as áreas exteriores apresentam pequenas "ilhas" ajardinadas contornadas por elementos naturais, madeira de pinho nórdico e mobiliários reciclados e reaproveitados, pequenas hortas, zonas pedonais e comuns, e áreas para eventos; os bungalows são equipados com cozinha e casa de banho.
Para além de servir de alojamento para artistas, em 2016 foi firmado um acordo com a Câmara Municipal de Oeiras e a Faculdade Atlântica com vista a alargar o uso destas residências a estudantes portugueses e internacionais. Em 2021, a plataforma Erasmus foi integrada nos espaços do Custom Ville, numa parceria entre os Nirvana Studios, Município de Oeiras, Kasapt, Mobilité Internationale e Maisons d'Europe, dando assim origem ao projecto "Erasmus Hub". Este projecto requereu também o seu próprio edifício, motivo pelo qual também se criou uma estrutura exclusivamente dedicada ao Erasmus, de modo a receber os diversos grupos Erasmus.

### Projecto UR
O Projecto UR começou a ser criado em 2010 para albergar as bases de apoio de colectivos semiprofissionais e organizações profissionais de turismo activo, aventura e desporto ao ar-livre. Dentro dos Nirvana Studios decorrem uma série de provas desportivas, entre as quais se destacam provas de ciclismo BTT e de atletismo Trail. Desenvolvido no lado oposto do perímetro Custom Ville, os pólos UR foram perfilados em pequenas ilhas open space, em eco-arquitectura. Com o objectivo de diversificação e partilha de ideias e conceitos, foi também inserido no Projecto UR vários ateliers para artigos e artesãos cujo trabalho é vocacionado para o reaproveitamento de materiais e peças obsoletas.
Em 2022 os Custom Circus cruzaram as ideias do Custom Ville com as do Projecto UR, algo que permitiu integrar todo este espaço do complexo no Erasmus Hub. O nome do projecto, UR, deriva da antiga cidade mesopotâmica e das primeiras letras do termo Upcycling-Recycling.

#### Check Point

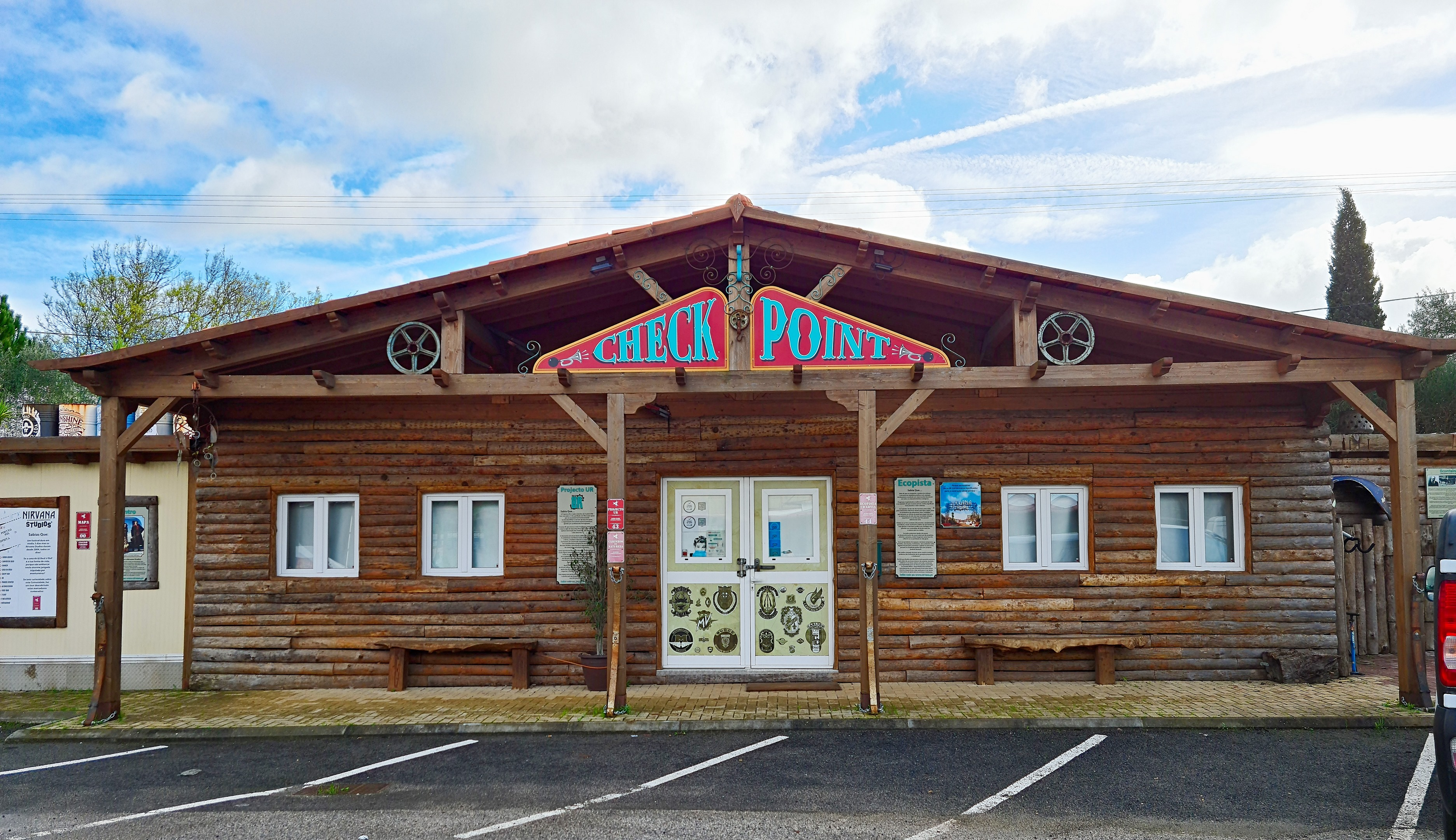
Check Point, em Janeiro de 2022

O Check Point foi o primeiro open space da plataforma Projecto UR. A sua construção envolveu quatro contentores marítimos, madeira natural e painéis prensados com fibras recicladas, respeitando a vertente eco-arquitectónica do Projecto UR através do reaproveitamento de materiais e estruturas consideradas obsoletas, como as portas originais dos antigos contentores ou o isolamento do tecto do edifício, feito com rolhas de cortiça (mais de 50mil) e caixas de madeira reaproveitadas. Este espaço é também o ponto de partida para a Ecopista-Ciclovia que começa nos Nirvana Studios, e no seu alpendre são disponibilizadas uma série de suportes e ferramentas para manutenção de bicicletas e um chafariz com água potável.

#### Ecopista e ciclovia
Nos Nirvana Studios começa uma ecopista e uma ciclovia que envolve uma parceria entre os Custom Circus e a Escola de Ciclismo de Oeiras, instituição que habitualmente mantém e adapta a ecopista de acordo com as provas calendarizadas.

### Muro da Fama

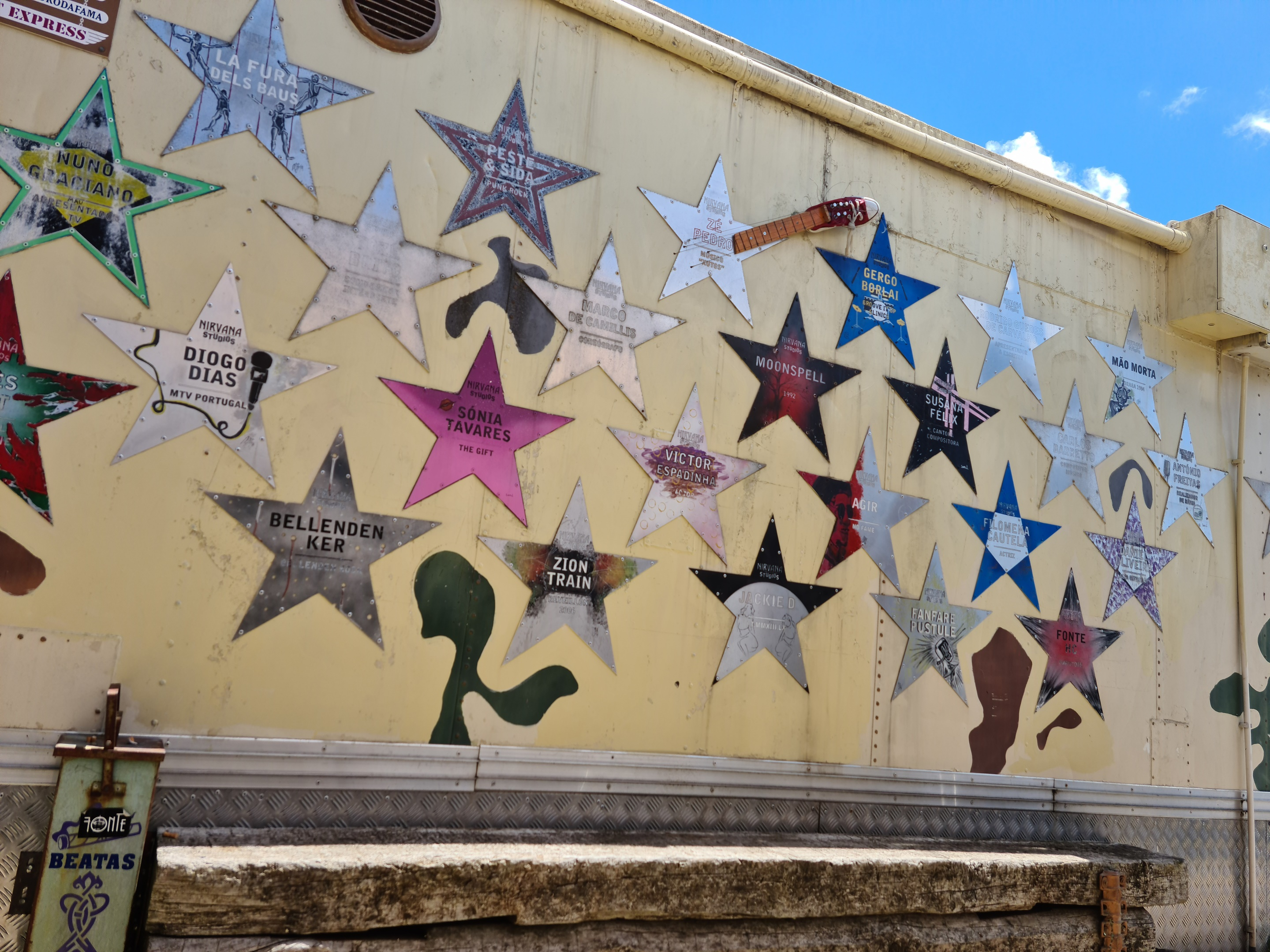
Estrelas no Muro da Fama

O Muro da Fama dos Nirvana Studios é um muro que serve como galeria de estrelas que destacam personagens do panorama artístico e cultural que, directa ou indirectamente, participaram e/ou contribuíram no estabelecimento dos Nirvana Studios. Criado em 2008, quando os Custom Circus perceberam a quantidade de pessoas que haviam contribuído para o complexo e o seu nome, o Muro da Fama tem aumentado de tamanho ao longo dos anos, apresentando estrelas de artistas como Rui Veloso ou Tozé Brito.

### Locomotiva a vapor
Instalada junto à porta de entrada dos Nirvana Studios, encontra-se uma locomotiva a vapor Borsig de 1903 de 100 toneladas movida a carvão, antiga Locomotiva CP 238, que operou até 1960. Esta estrutura, inaugurada no dia 3 de Outubro de 2020 como projecto artístico, foi realizada pelos Custom Circus em parceria com a Fundação do Museu Nacional Ferroviário de Portugal, com a Câmara Municipal do Entroncamento, a Câmara Municipal de Oeiras, a Comboios de Portugal, a Infraestruturas de Portugal, entre outras instituições.

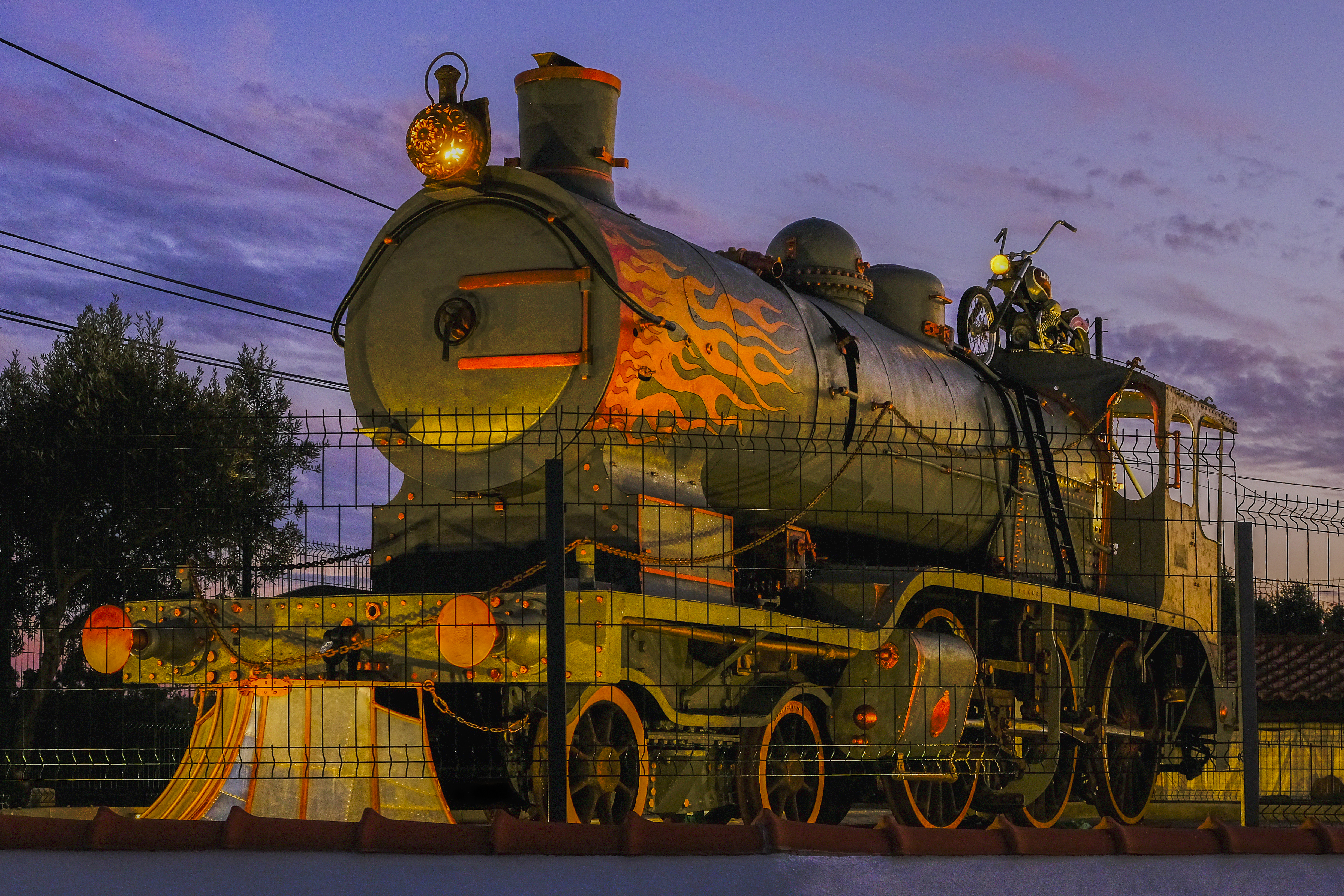
Locomotiva instalada nos Nirvana Studios

A locomotiva, em 1960, ficou imobilizada devido a uma explosão na sua caldeira, ficando parqueada num cemitério de material ferroviário. Todo o projecto, desde a aquisição até à actual instalação, demorou 3 anos, e foi necessária a construção de um palco fixo com quase 200 metros quadrados para a instalação do veículo centenário, onde permanece, à esquerda do portão principal. A curadoria do projecto foi assegurada pela directora do Museu Nacional dos Coches, Silvana Bessone.

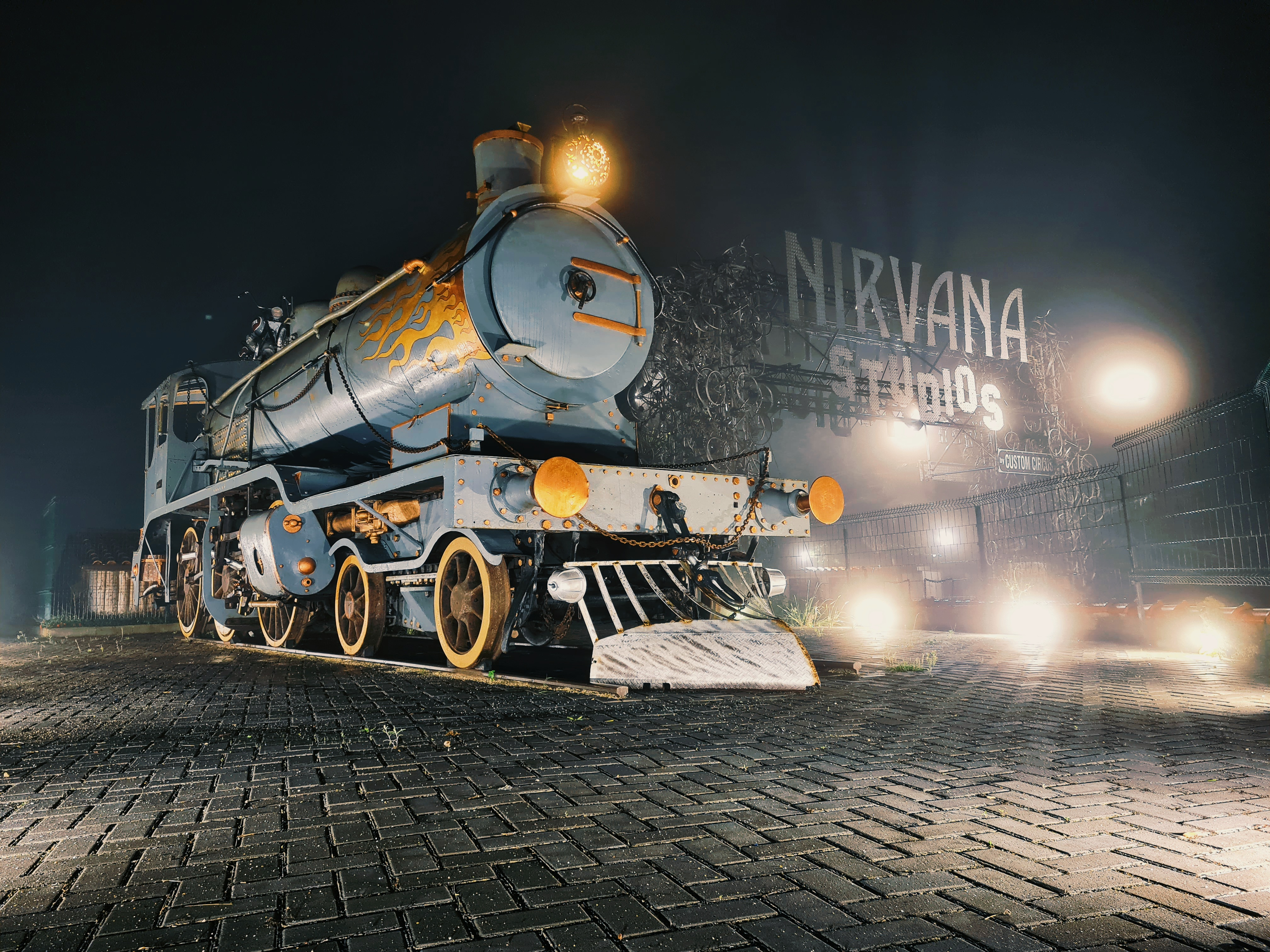
Locomotiva e o Pórtico Raus Human

Uma peça com uma estética que liga a arqueologia industrial com o imaginário steampunk do espaço, é usada frequentemente em alguns espectáculos dos Custom Circus. Originalmente armazenada no Entroncamento, a locomotiva foi transportada por camião e escoltada por um conjunto de 300 motociclistas até Oeiras, onde permanece instalada; este transporte envolveu uma série de camiões, gruas e reboques devido às proporções da peça, para além da presença de bombeiros e da ajuda de operadoras que tiveram de desviar cabos de telecomunicação para o transporte do veículo.
A Fundação do Museu Nacional Ferroviário abraçou nesta parceria com vista a recuperar, valorizar e tornar acessível o espólio que possui, numa abordagem pioneira em Portugal. Esta obra, interligando a arqueologia industrial com o imaginário Steampunk, integra a galeria ao ar livre dos Nirvana Studios, uma vasta colecção exposta gratuitamente para os visitantes do complexo. Em Janeiro de 2025, a TVI, canal de televisão português, irá transmitir um documentário sobre como os Custom Circus descobriram e integraram a locomotiva nos Nirvana Studios.

### Outros edifícios, projectos e eventos

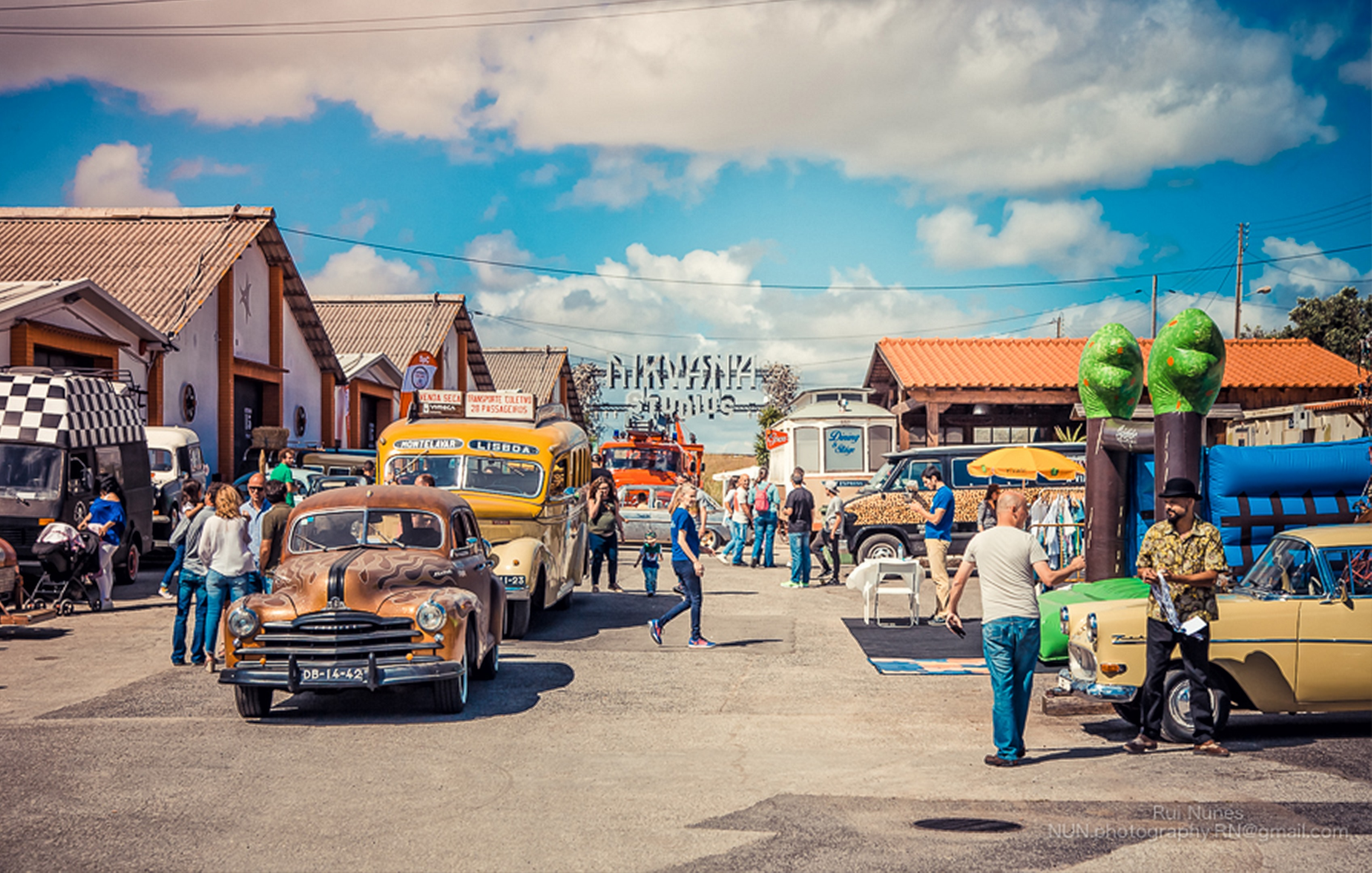
Nirvana Boulevard em 2016, com vários dos veículos do centro expostos pela avenida

O complexo, ocupado e decorado um pouco por toda a parte com automóveis, motas, carrinhas, autocarros e camiões, inclui ainda um bunker, um espaço criado a partir de um túnel da era militar que posteriormente ficou inundado; em 2005, devido a uma tempestade que se aproximava, os Custom Circus tiveram que criar uma muralha de retenção em betão e usar dois contentores que ficaram solidários neste espaço. O escritório, a partir do qual é gerido o complexo, encontra-se alinhado visualmente com a entrada principal, onde outrora se podia vigiar a entrada e saída dos veículos militares.

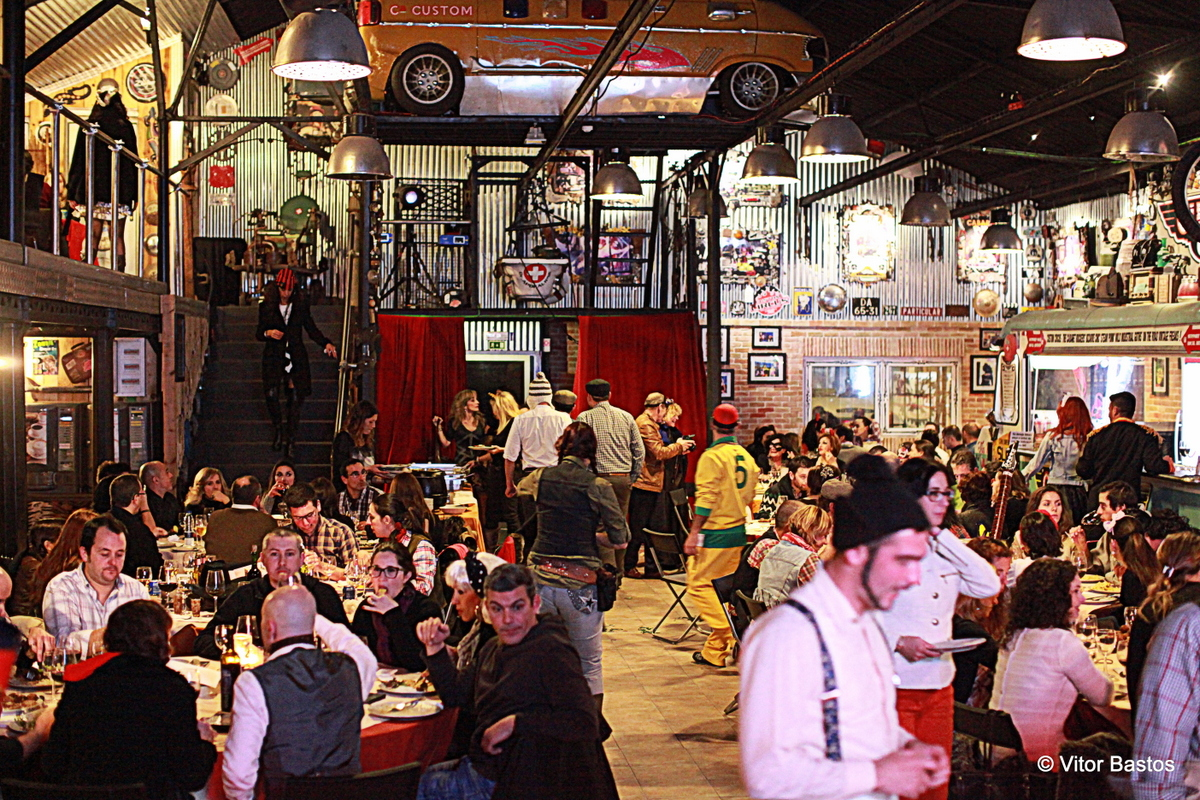
Jantar dentro do Teatro Custom Café

O material deixado pela era militar, obsoleto e degradado, levou também a que se criasse o Steampunk Ateliers, um projecto que nasceu em 2014 e que ocupa dois hangares do antigo quartel, com áreas que disponibilizam uma série de ateliers multidisciplinares para artistas visuais e artesãos, num conceito inspirado no movimento internacional Steampunk e no reaproveitamento de materiais. Em 2022 o centro albergava mais de 200 bandas de música, às quais se soma ainda outros artistas nas áreas de teatro, dança, performance, cinema e televisão, como Aurea, Buraka Som Sistema ou D’Zrt, e também desportos extremos, movimentos ambientais, entre outros.

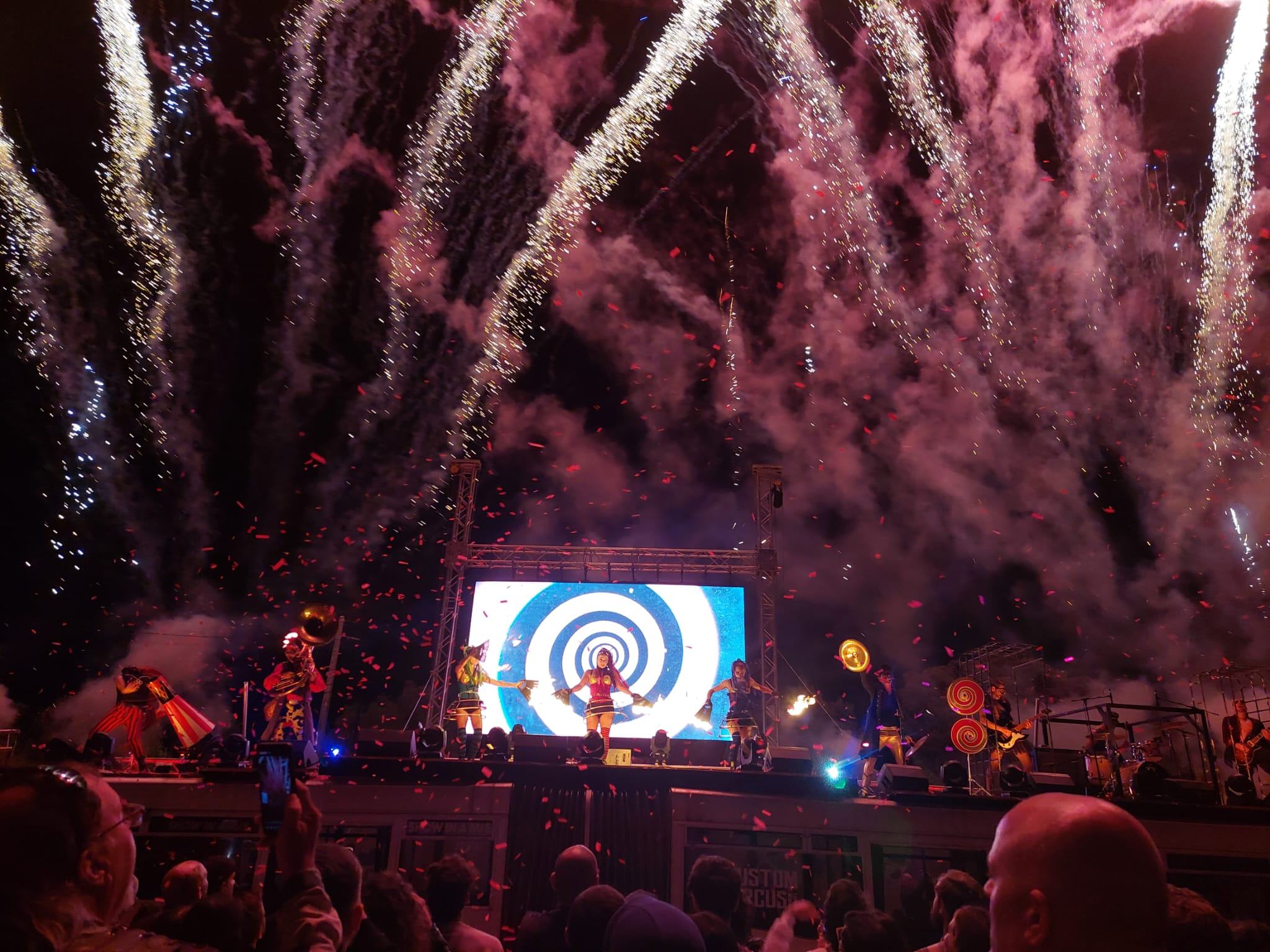
Festival Open Day 2023

Os Nirvana Studios contam ainda com os Supporters Nirvana Studios, um colectivo de colaboradores que apoia o centro cultural. Para criar condições para o seu trabalho voluntário, foi-lhes disponibilizado um espaço pro bono; eles têm colaborado ao longo dos anos com as suas instalações para diversas curadorias relacionadas com os temas trabalhados no centro cultural alternativo; um exemplo destas curadorias é o Oeiras Band Sessions, que desde 2010 é realizado todos os anos e se dedica às bandas emergentes do concelho de Oeiras, numa co-produção entre o Pelouro Municipal da Juventude da Câmara de Oeiras e os Nirvana Studios; um dos prémios para a banda vencedora é uma Band Box nos Nirvana Studios. Para além destes, eventos de outras naturezas são realizados dentro do centro, como, por exemplo, eventos de culinária (Congresso dos Cozinheiros) onde são realizadas demonstrações de cozinha, exposições, debates, concursos e degustação, eventos desportivos de ciclismo, ou um Indie Market com artesanato, gastronomia, livros e terapias alternativas.

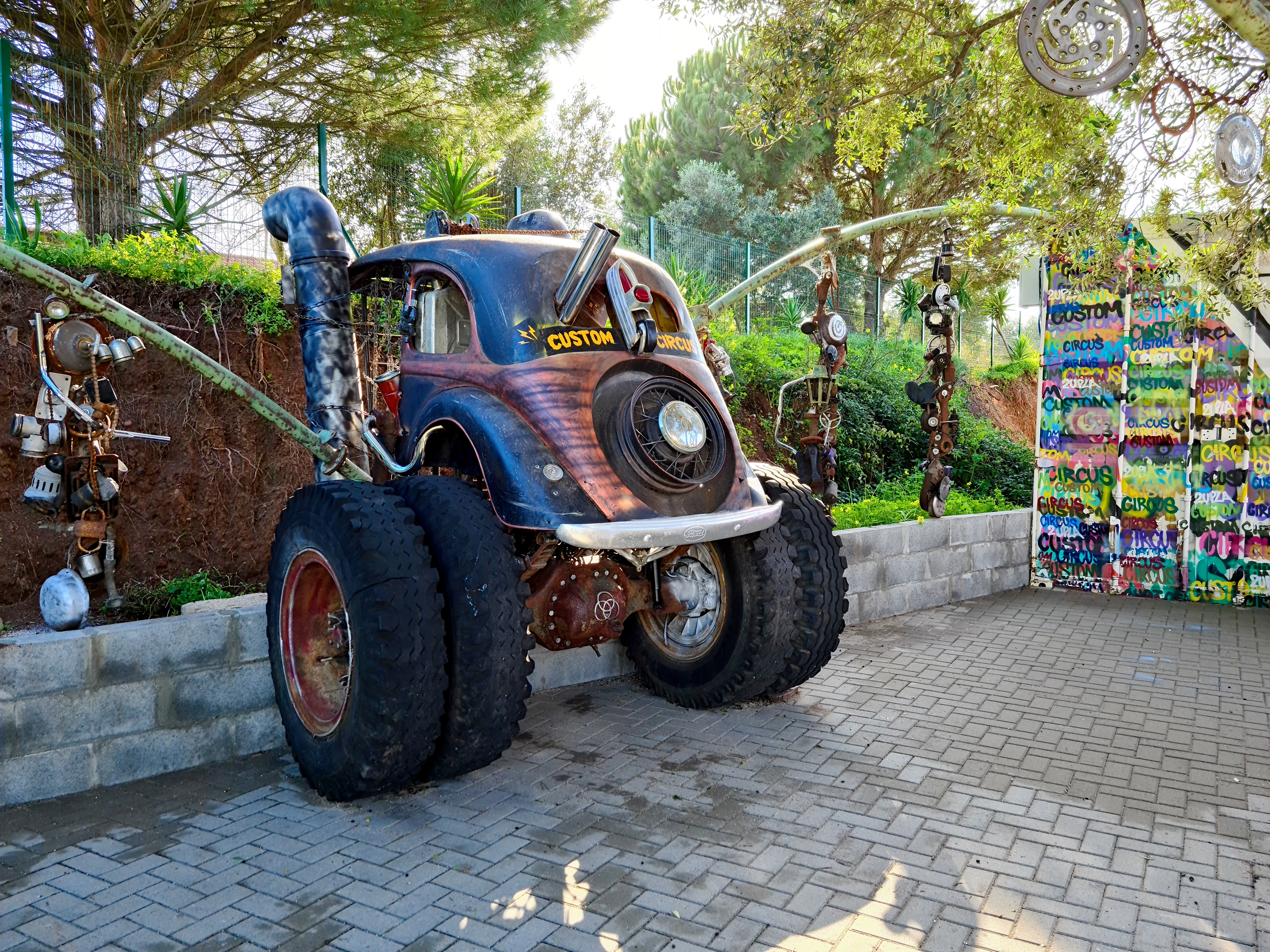
Um dos muitos veículos do centro cultural alternativo, transformado numa peça estática

Ainda espalhados pelo centro, encontram-se uma série de veículos antigos usados em espectáculos, alguns no chão e outros por cima dos edifícios, uma instalação cenográfica vintage que liga o Teatro Custom Café a um dos estúdios, denominada Cargo Station e um totem em tributo aos seguidores dos Custom Circus, construído com madeira e partes metálicas de máquinas dos anos 30 a 70, instalado à entrada da Galeria STRANGE. Fora do complexo, junto à entrada principal, foi construída uma paragem de autocarro em 2015, num acordo entre a Vimeca-Lisboa Tejo, JCDecaux e a Câmara Municipal de Oeiras. Outrora apenas um poste, a paragem agora é coberta, com bancos, e é toda ela decorada ao estilo do centro. Para além da vertente do entretenimento, os três hectares do centro cultural também dispõem de infra-estruturas para a organização de eventos a pedido de empresas e outras instituições, albergando ainda empresas de diversas áreas criativas que aí mantêm os seus estúdios e que oferecem diversos serviços, como tatuagens, construção de pranchas e skates, restauro de viaturas e motos clássicas.

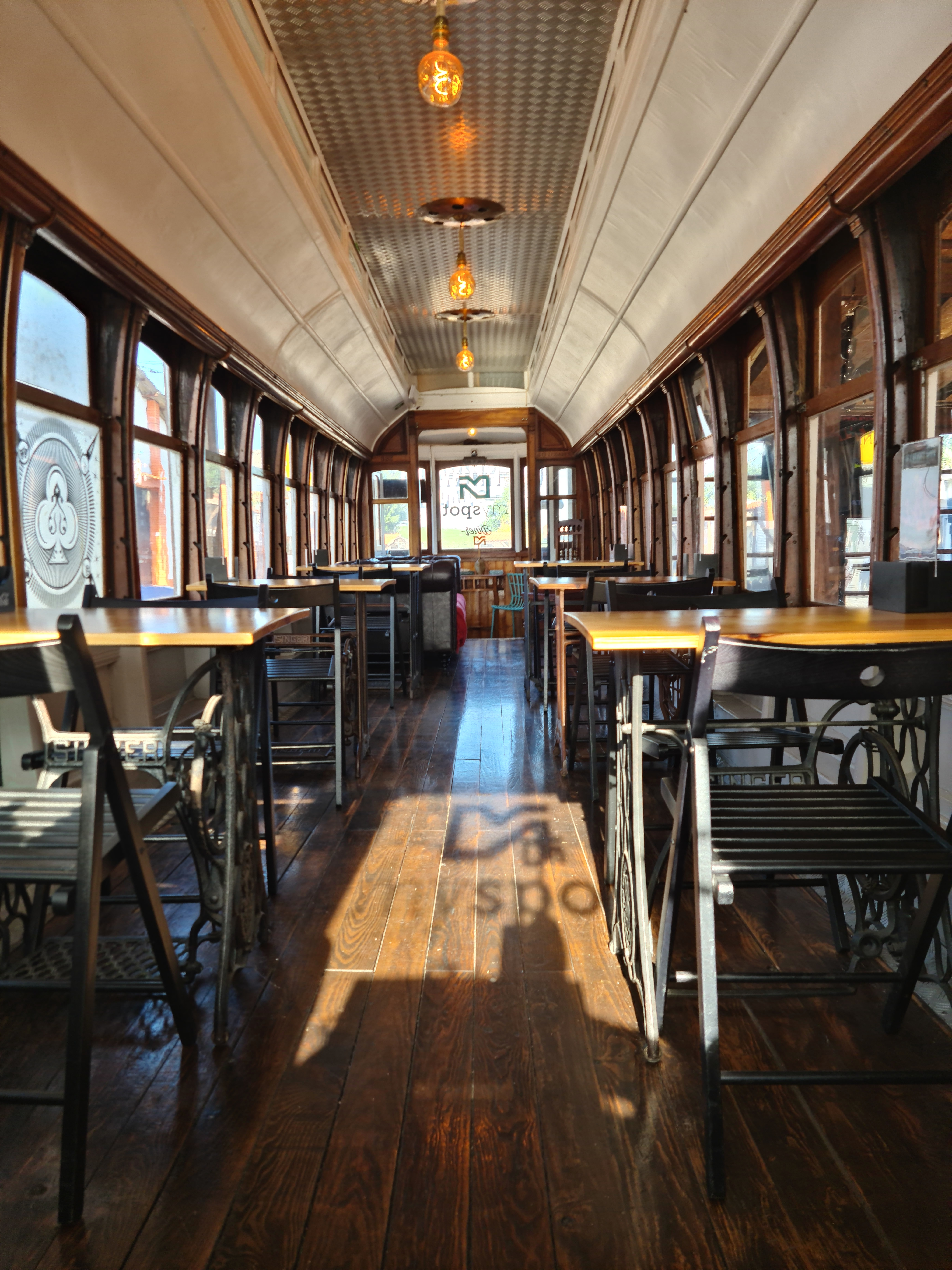
Interior do eléctrico no Diner

Anualmente, é realizado um festival denominado Open Day. O evento é o culminar do trabalho realizado ao longo do ano e reúne artistas do centro cultural alternativo e uma série de outros eventos da companhia e da região. O festival tem sido organizado ininterruptamente desde a abertura do centro. Um festival com entrada gratuita, apresenta anualmente uma programação diversificada mas centrada nas artes menos convencionais, desde uma banda punk a tocar dentro de um autocarro a um concerto de castanholas. Inspirado no GML (Grande Meeting de Lisboa), no antigo Aquaparque de Lisboa, já foram realizadas 20 edições. São também produzidos produtos dentro do centro cultural alternativo, como o Elixir Milagroso do Dr. Apokalipse (nome artístico de Rui Gago, um dos fundadores dos Nirvana Studios), um licor de medronho cuja receita é proveniente de um pergaminho do arquivo da Marinha Portuguesa, redigido em Goa no século XVIII por um marinheiro português, e um bombom conhecido por "Nirvaninho", um pequeno bolo tipo brigadeiro que é servido como uma das sobremesas dos espectáculos do Teatro Custom Café.

### Turismo
A nível turístico, a principal atracção dos Nirvana Studios é o Teatro Custom Café, onde os Custom Circus já realizaram mais de mil espectáculos. De acordo com os dados de bilheteira, cerca de um terço da lotação dos espectáculos é composta por turistas, o que, com uma média de 200 espectadores por show, nesses mais de mil espectáculos já se contabilizaram mais de 200 mil pessoas, um terço delas turistas.

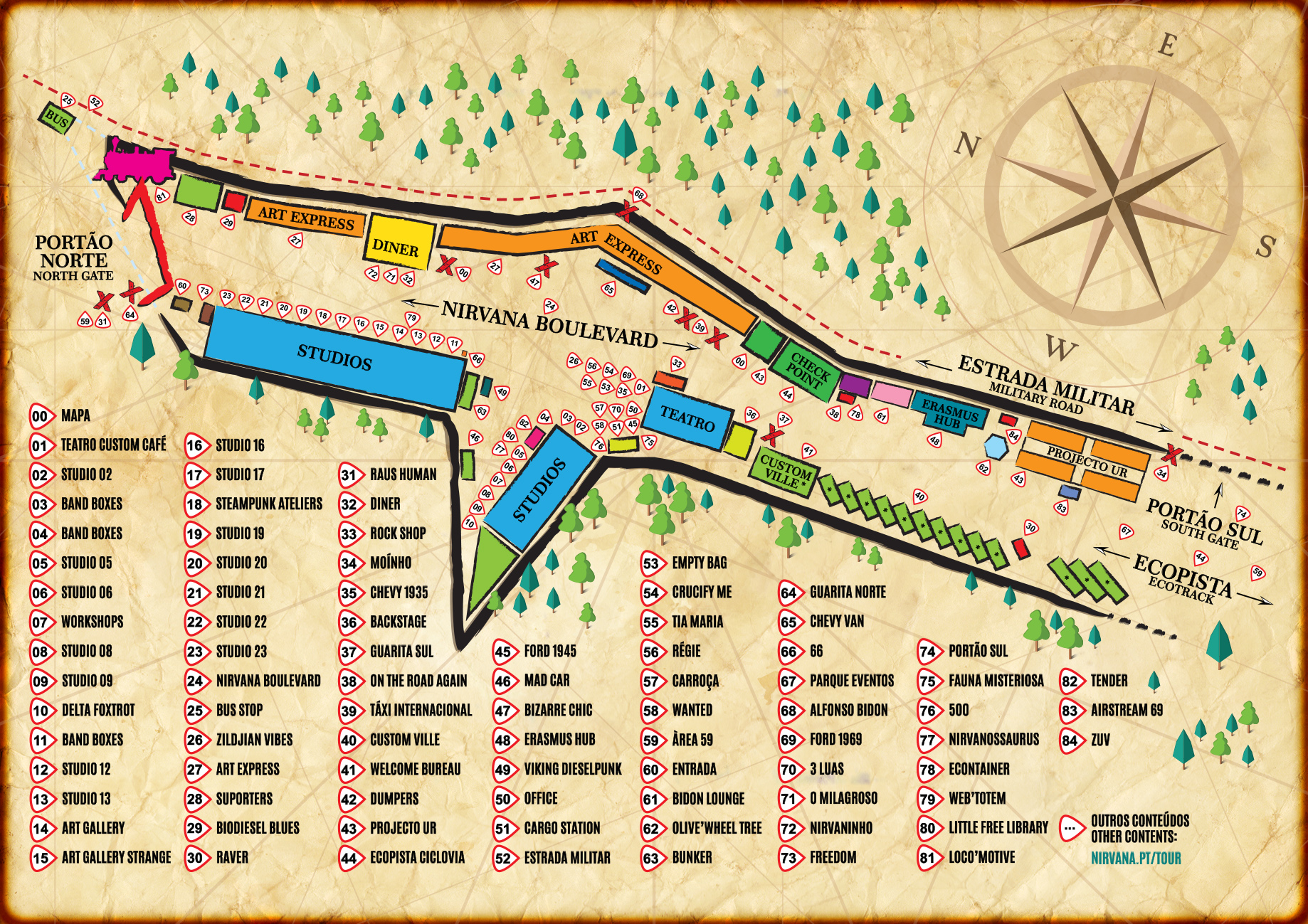
Roteiro turístico dos Nirvana Studios

Existe também a Tour Nirvana Studios, sob a curadoria do European Route of Industrial Heritage (ERIH), um roteiro turístico organizado num mapa que leva os visitantes a conhecerem a história do antigo quartel, do actual centro cultural alternativo, da estrada militar e da Cintura de Defesa Nacional, interligados com um roteiro que também abrange outros pontos da comunidade local de interesse cultural, sociológico e museológico.

### Reconhecimento internacional
Após a aquisição de uma locomotiva a vapor de 1903, e do projecto “Colecção Paradoxal”, constituído por um veículo que foi exposto no Museu Nacional dos Coches, os Nirvana Studios foram convidados e incluídos na plataforma internacional European Route of Industrial Heritage, uma das principais plataformas europeias de legado arquitectónico industrial, representando os locais industriais históricos de toda a Europa.

### Livros
- Custom Circus - poetas da metamorfose. Oeiras: Câmara Municipal de Oeiras. 2023. 102 páginas. ISBN 978-989-608-261-1

### Documentos
- «Diário da República - Custom Circus Associação Cultural - 18 de Maio de 2006, N.º 96, III série». diariodarepublica.pt. Consultado em 8 de agosto de 2023

- Proposta de Deliberação 313/2022 da Câmara Municipal de Oeiras. Oeiras: [s.n.] 2022

### Revistas
- 30 Dias Oeiras (PDF). Oeiras: Município de Oeiras. 2014. 60 páginas

- Garcia, Pedro Carreira (20 de novembro de 2019). «Para espíritos livres». Forbes Portugal. Consultado em 18 de agosto de 2023. Cópia arquivada em 21 de março de 2023

### Websites
- «A nova aquisição da Nirvana Studios: uma locomotiva de 1903 de 100 toneladas». New in Oeiras. Consultado em 18 de agosto de 2023
- «Ainda se pode inscrever na terceira edição do Oeiras Trail — para 10 ou 20 quilómetros». New in Oeiras. Consultado em 15 de março de 2023
- Barata, Sandra Pinto (10 de maio de 2024). «Congresso de Cozinha regressa a Oeiras em setembro com o tema "Comida e Liberdade"». New in Oeiras. Consultado em 14 de julho de 2024
- Barata, Sandra Pinto (6 de junho de 2024). «Já é conhecida a banda vencedora do Oeiras Band Sessions». New in Oeiras. Consultado em 14 de julho de 2024
- «"Birday Swamp" é a nova exposição imersiva do Nirvana Studios». New in Oeiras. Consultado em 15 de março de 2023
- «Congresso dos Cozinheiros 2022». Congresso dos Cozinheiros 2022. Consultado em 15 de março de 2023
- «Consulta pública - Proposta de deliberação N.º 32/2022 - Câmara Municipal de Oeira» (PDF). Oeiras.pt. Consultado em 20 de março de 2023
- «Cores e aromas africanos à mesa no Congresso dos Cozinheiros». Expresso. Consultado em 15 de março de 2023
- Distrito, Diario do (29 de setembro de 2022). «1ª edição do Indie Market Nirvana Studios chega a Oeiras». Diário do Distrito. Consultado em 14 de julho de 2024

- «Em março o alucinante espetáculo "Le Cabaret Rock" terá duas exibições em Barcarena». New in Oeiras. Consultado em 20 de março de 2023
- Fernandes, Tânia (21 de outubro de 2014). «Bizarre Chic – Um Espetáculo De Loucos Pelos Custom Circus». CH - Magazine de Cultura, Lazer e Viagens. Consultado em 14 de agosto de 2023
- «Fotogaleria: os 20 anos do inexplicável Nirvana Studios». Expresso. 4 de junho de 2023. Consultado em 14 de julho de 2024
- Gonçalves, Mauro (24 de maio de 2024). «Pessoa, Van Gogh e Woolf: três salas imersivas para descobrir em Oeiras». timeout.pt. Consultado em 14 de julho de 2024
- «Indie Market - Nirvana Studios». Indie Market - Nirvana Studios. Consultado em 14 de julho de 2024
- «Infraestruturas de Portugal Apoia Projeto Loco'Motive». Infraestruturas de Portugal. 7 de março de 2023. Consultado em 13 de agosto de 2023
- «'Le Cabaret Rock' - Custom Circus». oeiras.pt. Consultado em 20 de março de 2023
- Magalhães, Beatriz (2 de junho de 2023). «Vinte anos de Nirvana Studios: "Estivemos sempre virados mais para o artista do que para o público"». Time Out Lisboa. Consultado em 15 de agosto de 2023
- «Nirvana Studios at former ammunition warehouses – ERIH». www.erih.net (em alemão). Consultado em 4 de março de 2024

- «Nirvana Studios celebram 20 anos e estão todos convidados para a festa deste sábado». New in Oeiras. Consultado em 15 de agosto de 2023
- «Nirvana Studios, o Centro Cultural Alternativo, celebram 20 anos em Oeiras com um Open Day gratuito para toda a família». SAPO 24. Consultado em 15 de agosto de 2023
- «Nirvana Studios Le Cabaret Rock». Nirvana Studios Le Cabaret Rock. Consultado em 14 de julho de 2024
- «Novo trabalho dos HMB foi filmado no Nirvana Studios». New in Oeiras. Consultado em 18 de agosto de 2023

- «O faroeste numa colina em Oeiras, onde em vez de cowboys há artistas». www.dn.pt. Consultado em 20 de março de 2023
- «O Museu Nacional Ferroviário e a Companhia Custom Circus apresentam o projeto Loco'Motive». Museu Nacional Ferroviário. Consultado em 13 de agosto de 2023. Cópia arquivada em 4 de março de 2023

- «privacidade e segurança». Nirvana Studios. Consultado em 15 de março de 2023

- Rebocho, Mariana (18 de abril de 2024). «Rock vai invadir os Nirvana Studios. Há dois concertos para ver este fim de semana». New in Oeiras. Consultado em 14 de julho de 2024

- Robert, Sofia (8 de março de 2021). «Nirvana Studios incluídos na plataforma "European Route of Industrial Heritage"». New in Oeiras. Consultado em 4 de março de 2024